# Nazionalismo spagnolo
Il nazionalismo spagnolo è il movimento sociale, politico e ideologico che ha formato sin dal XIX secolo l'identità nazionale della Spagna.

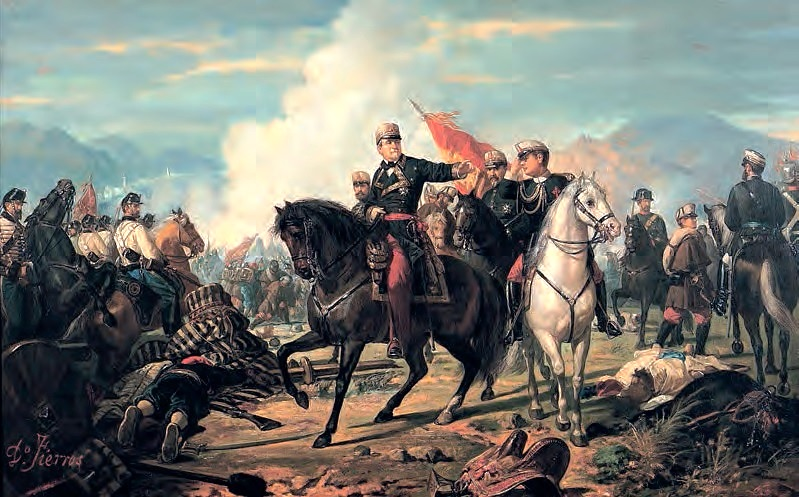
La battaglia di Tetuan (1894), di Dionisio Fierros. La battaglia, avvenuta nel 1860, durante la guerra ispano-marocchina, fu vinta dalle truppe spagnole guidate dal generale Leopoldo O'Donnell.

Non è propriamente un nazionalismo irredentista: l'unica rivendicazione territoriale identificata come "nazionale" è stata Gibilterra (dal XVIII secolo); il resto delle rivendicazioni territoriali sono state storicamente coloniali o imperiali (durante il XIX secolo contro l'indipendenza dell'America Latina e nel XX secolo contro il Maghreb). Né è stato un nazionalismo centripeto (che cercava di unificare le comunità spagnole soggette ad altre sovranità), ma ha assistito alla nascita di nazionalismi periferici che, dalla fine del XIX secolo, hanno funzionato come movimenti nazionalisti centrifughi (che cercano la conformazione di identità nazionali alternative).
Come negli altri Stati-nazione d'Europa occidentale (Portogallo, Francia e Inghilterra), la formazione di una monarchia autoritaria dalla fine del Medioevo produsse in Spagna lo sviluppo secolare parallelo dello Stato e della Nazione, sotto le conformazioni territoriali successive della Monarchia ispanica. Come è accaduto in ciascuno degli altri casi, l'identità nazionale e la stessa struttura territoriale finirono per dare prodotti molto diversi; ma sempre, e anche nel caso spagnolo, come conseguenza del modo in cui le istituzioni risposero alle dinamiche economiche e sociali (a volte, nonostante quelle stesse istituzioni), e senza aver finito di presentarsi nel loro aspetto contemporaneo fino a che non terminò l'Antico Regime. Il fattore identificativo più evidente fu durante tutto questo periodo l'etnico-religioso, espresso nella condizione di vecchio cristiano. Alla fine del periodo (XVIII secolo) il fattore di identificazione linguistica intorno al castigliano o spagnolo fu accentuato, con nuove istituzioni come la Real Academia Española.

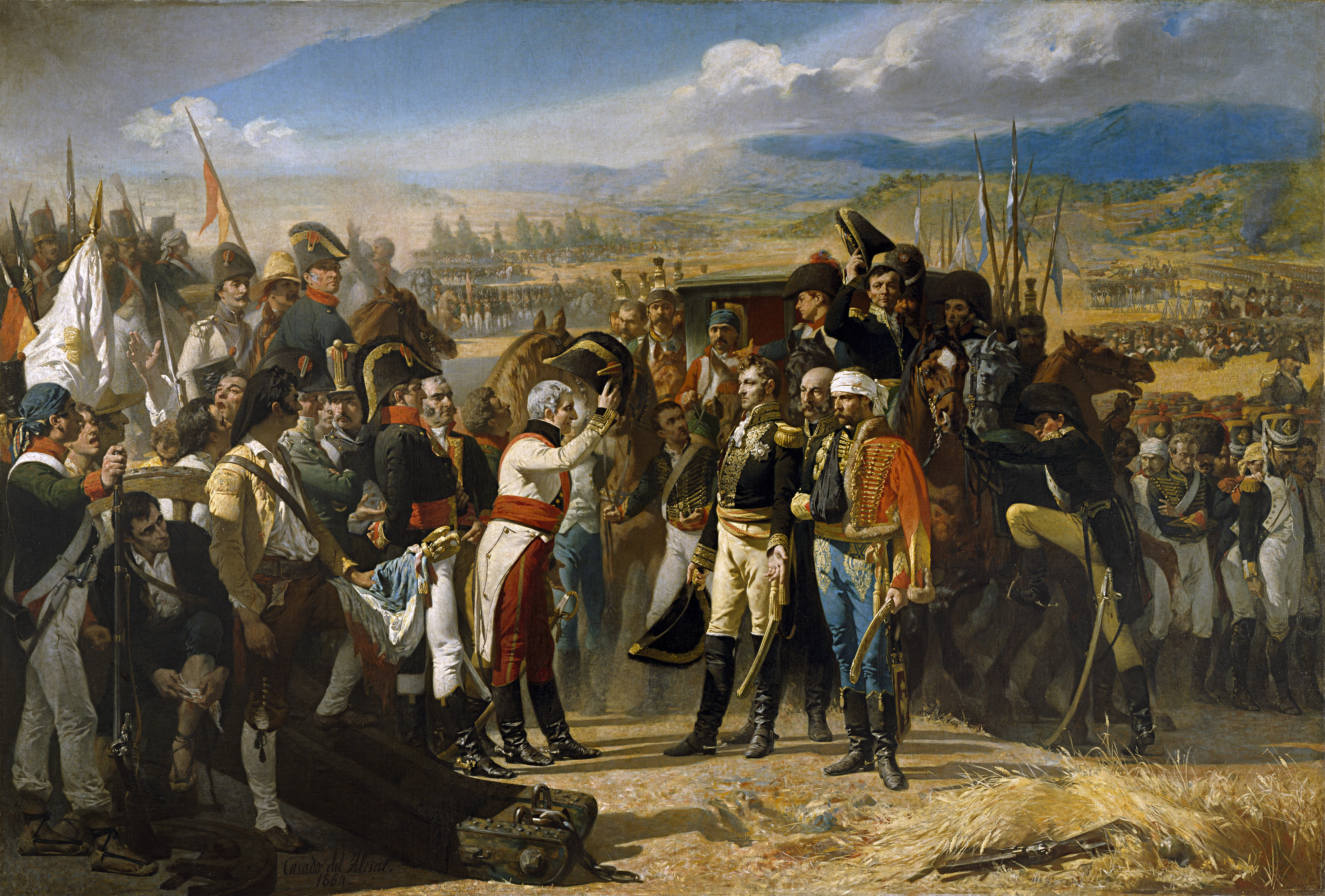
La resa di Bailén, di José Casado del Alisal. Chiaramente ispirato al dipinto di Velázquez La resa di Breda, illustra la battaglia del 1808 in cui il generale Francisco Javier Castaños sconfisse l'esercito francese del generale Pierre Dupont de l'Étang.

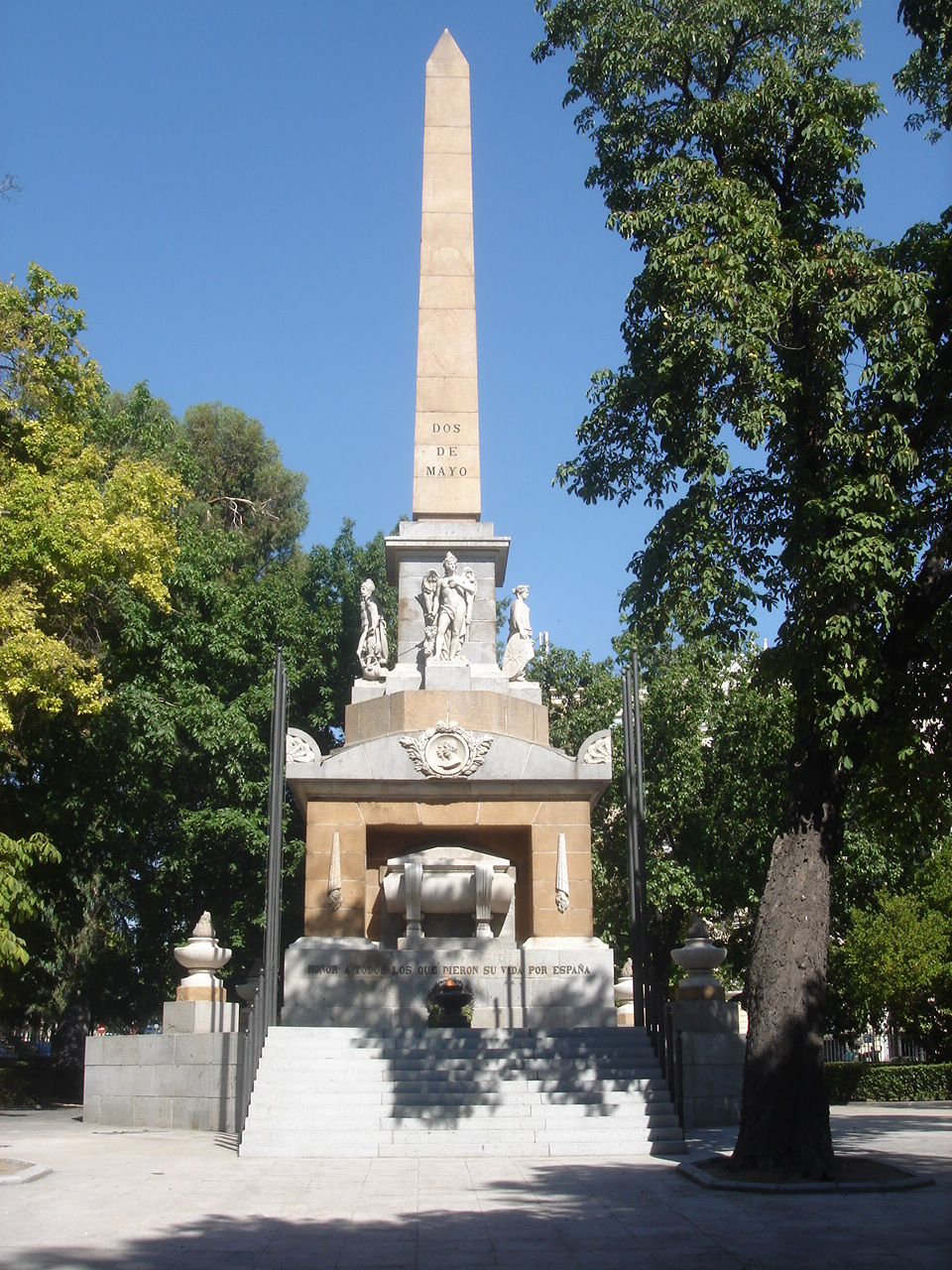
Obelisco che commemora la rivolta del due di maggio a Madrid. Attualmente mantiene una fiamma perpetua in onore di coloro che hanno dato la vita per la Spagna ed è oggetto di periodici tributi. La connotazione simbolica della data, che è stata considerata convenzionalmente come pietra miliare dell'inizio dell'età contemporanea in Spagna, continua ad avere grande forza: la Comunità di Madrid, insieme ai comuni di Madrid, Aranjuez e Móstoles (i più legati ai fatti del 1808), crearono la Fondazione "Due di maggio, Nazione e Libertà", per organizzare le celebrazioni del bicentenario.

## Definizione
Come ha sottolineato Xosé Manoel Núñez Seixas:
Questo solleva un problema quando si tratta di determinare se un partito, un movimento o un'ideologia è nazionalista spagnolo, cosa che di solito non accade tra i partiti e i movimenti di nazionalismi apolidi (nel caso spagnolo i cosiddetti nazionalismi periferici) che si dichiarano apertamente nazionalisti.
Continua Núñez Seixas:
Per affrontare questo problema, Núñez Seixas propone di considerare un partito, un movimento o un'ideologia come nazionalista spagnolo se assume i seguenti tre principi:
- L'idea che la Spagna sia una nazione e quindi un unico soggetto sovrano con diritti politici collettivi.
- Il riconoscimento che la condizione nazionale della Spagna non deriva esclusivamente dal patto civico espresso in una Costituzione...ma che la Spagna, come comunità unita da legami affettivi e culturali, da esperienze condivise e da reciproca lealtà tra i suoi membri, possiede una esistenza storica comune risalente almeno al XV secolo; e che, quindi, hanno accettato o accettano che il demos che costituisce l'ambito territoriale dell'esercizio della sovranità sia predeterminato da fattori intesi come oggettivi.
- L'opposizione in linea di principio alla possibilità teorica di una secessione pacifica e democratica con regole chiare di quelle parti del territorio spagnolo dove può predominare una coscienza nazionale nettamente maggioritaria e continua, diversa da quella spagnola.

Prima di Núñez Seixas, José Luis de la Granja, Justo Beramendi e Pere Anguera identificavano già come nazionalisti spagnoli quelle opzioni politiche «per le quali esiste un solo soggetto legittimo di sovranità in Spagna, che è, come definito dalla Costituzione, quella nazione spagnola su tutti i cittadini dello Stato".

## Storia
Storicamente il nazionalismo spagnolo è emerso con il liberalismo e nella guerra contro Napoleone.
(José Álvarez Junco)
Da allora ha modificato i suoi contenuti e le sue proposte ideologiche e politiche (successivamente "doceañista", "esparterista", anche brevemente "iberico", sostenendo l'unione con il Portogallo nel contesto della crisi dinastica del 1868).
Il carlismo, che era un movimento di difesa dell'Antico Regime, era contrario all'idea di sovranità nazionale, che considerava un errore. Ma mentre i liberali usavano molto l'aggettivo "nazionale" (milizia nazionale, proprietà nazionale), i carlisti parlavano anche casualmente di "nazione spagnola" e, in effetti, avevano un concetto più specifico dello stesso dei liberali, che tendevano a pensare in termini universali. Lo storico Stanley Payne ritiene che, a causa del suo marcato spagnolismo e nonostante la sua enfasi regionalista, "il carlismo rappresentò l'unico movimento del nazionalismo spagnolo nel XIX secolo".
Per i tradizionalisti spagnoli, la nazione spagnola era millenaria: era nata all'epoca della conversione al cattolicesimo del re visigoto Recaredo ("unità cattolica") e si era riaffermata nella Reconquista. Secondo il pensatore tradizionalista Juan Vázquez de Mella, il principale elemento costitutivo di una nazione era l'"unità delle credenze", oltre a una storia generale, comune e indipendente da altre storie. Questo è il motivo per cui negava la nazionalità a una qualsiasi delle regioni spagnole, come la Catalogna. Decenni dopo da questa concezione carlista e integrista della nazione spagnola sarebbe derivato il cosiddetto "nazionalcattolicesimo" franchista.
Il nazionalismo spagnolo che si rivelò decisivo nel XX secolo nasce dalla frustrazione per la guerra ispano-americana (chiamata in Spagna "disastro del 1898"), in quello che è stato chiamato rigenerazionismo, che rivendica movimenti molto opposti: dalla dinastica (Francisco Silvela, Eduardo Dato, Antonio Maura) fino all'opposizione repubblicana (di contraddittorio e breve passaggio del potere) passando per i militari (crisi del 1917 e dittature di Miguel Primo de Rivera e Francisco Franco).
Nello specifico, con il nome di panispanismo (che più propriamente si riferisce a un movimento incentrato sull'unità delle nazioni ispano-americane) inteso come imperialismo spagnolo, di solito si riferisce specificamente a quello apparso dopo la crisi del 1898, nel contesto più ampio in cui c'è il rigenerazionismo e la Generazione del '98 (i cui autori, provenienti dalla periferia, accettarono di considerare la Castiglia come l'espressione de "lo spagnolo"), espressa nella sua forma più chiara da Ramiro de Maeztu (nella sua seconda fase). Aveva come ideologi e politici Ramiro Ledesma Ramos e Onésimo Redondo Ortega (fondatori delle JONS) e José Antonio Primo de Rivera (fondatore della Falange Española); usando un'espressione che ha la sua origine in José Ortega y Gasset, definisce la Spagna come una unità di destino nell'universale, difendendo un ritorno ai valori tradizionali e spirituali della Spagna imperiale. L'idea di impero lo rende più universalista che locale, il che lo rende unico tra alcuni nazionalismi, ma più vicino ad altri (soprattutto il fascismo). Incorpora anche una componente decisamente tradizionalista (con notevoli eccezioni, come l'avanguardia di un Ernesto Giménez Caballero), radicata in una storia millenaria, quella della monarchia tradizionale o monarchia cattolica (sebbene in molte occasioni sia indifferente sulla questione specifica della forma di stato) e, in particolare, non è né laica né secolarizzata, ma espressamente cattolica, che permetterà di definire (nel primo franchismo) il termine nazionalcattolicesimo.

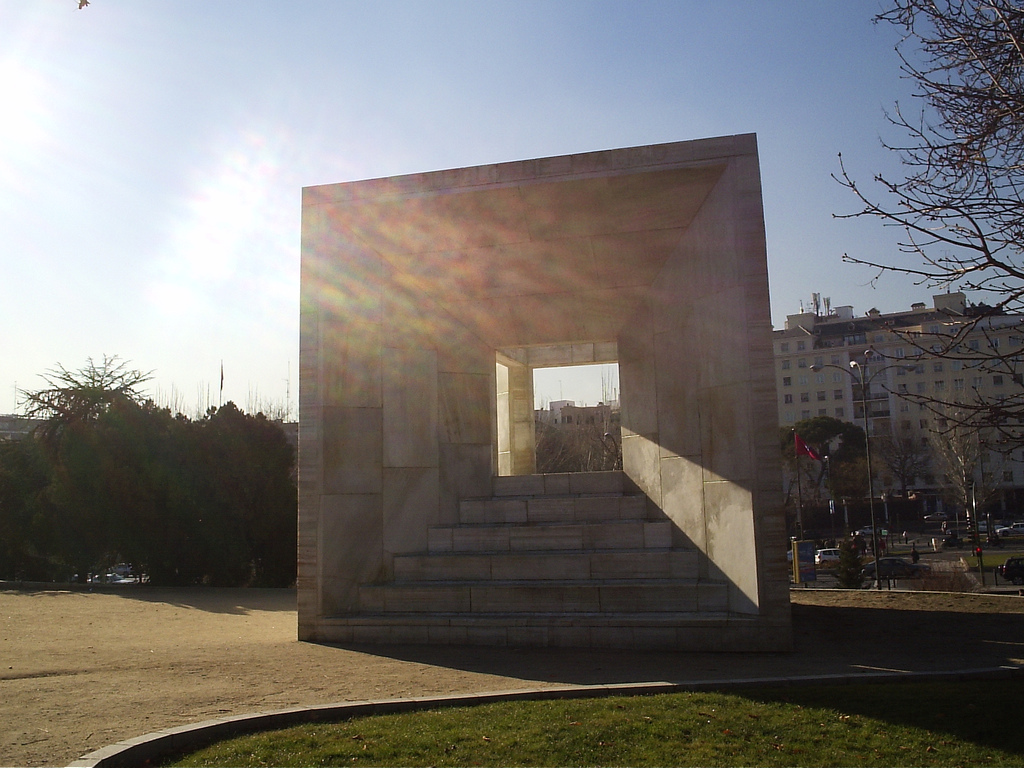
Monumento alla Costituzione Spagnola, Paseo de la Castellana tra i Nuevos Ministerios e il Museo di Scienze Naturali, Madrid.

La transizione politica che, insieme ai profondi mutamenti sociali ed economici in senso modernizzante, si andava sviluppando dalla fine del franchismo alla costruzione dell'attuale edificio istituzionale (Costituzione del 1978 e statuti di autonomia), produsse un marcato declino dell'uso sociale dei simboli dell'identificazione nazionale spagnola, mentre i nazionalismi periferici acquisirono una notevole presenza e quote di potere territoriale, che divenne la maggioranza elettorale in Catalogna (CiU, ERC) e nei Paesi Baschi (PNV, EA e la cosiddetta sinistra abertzale); e sostanzialmente inferiore in Navarra (NaBai) e Galizia (BNG). Le Isole Canarie (CC), l'Andalusia (PA) o altre comunità autonome presentano nazionalismi meno evidenti (spesso classificati come regionalismi), basati su fatti differenziali di natura linguistica o storica non meno marcati dei precedenti.
Dall'ambito dei nazionalismi periferici, si parla spesso di nazionalismo spagnolo o spagnolismo come equivalente al centralismo, di solito per identificare, per effetti controversi o argomento politico con l'estrema destra nostalgica del regime di Franco o con una presunta oppressione dello Stato su quei territori, che in casi estremi (in particolare nei Paesi Baschi e Navarra con l'ETA) viene utilizzato come giustificazione per un terrorismo che si definisce lotta armata finalizzata alla "liberazione nazionale". D'altra parte, nessuno dei partiti politici maggioritari interessati da una simile denominazione di spagnolisti o nazionalisti spagnoli, si identifica con il termine e tendono, invece, a usare l'espressione non nazionalisti per designarsi di fronte ai nazionalisti, che è il modo in cui vengono spesso chiamate le cosiddette "periferiche".
Da una prospettiva sociale più maggioritaria, termini territoriali ed elettorali, l'identificazione con la Spagna, i suoi simboli e le istituzioni hanno acquisito forme più tipiche del patriottismo costituzionale o nazionalismo civico, che cerca di rispettare le diverse visioni della Spagna, inserendoli in un quadro plurale, inclusivo e non esclusivo, concetti in cui i partiti politici di maggioranza (PSOE e PP) o partiti di minoranza (IU, altri partiti regionalisti o nazionalisti talvolta definiti moderati), pur mantenendo profonde differenze politiche talvolta espresse in modo molto teso. L'espressione "Governo della Spagna", che prima non era utilizzata, è stata persino inclusa nei messaggi pubblicitari per riferirsi al governo centrale o statale.

## Nazionalismo e sovranità

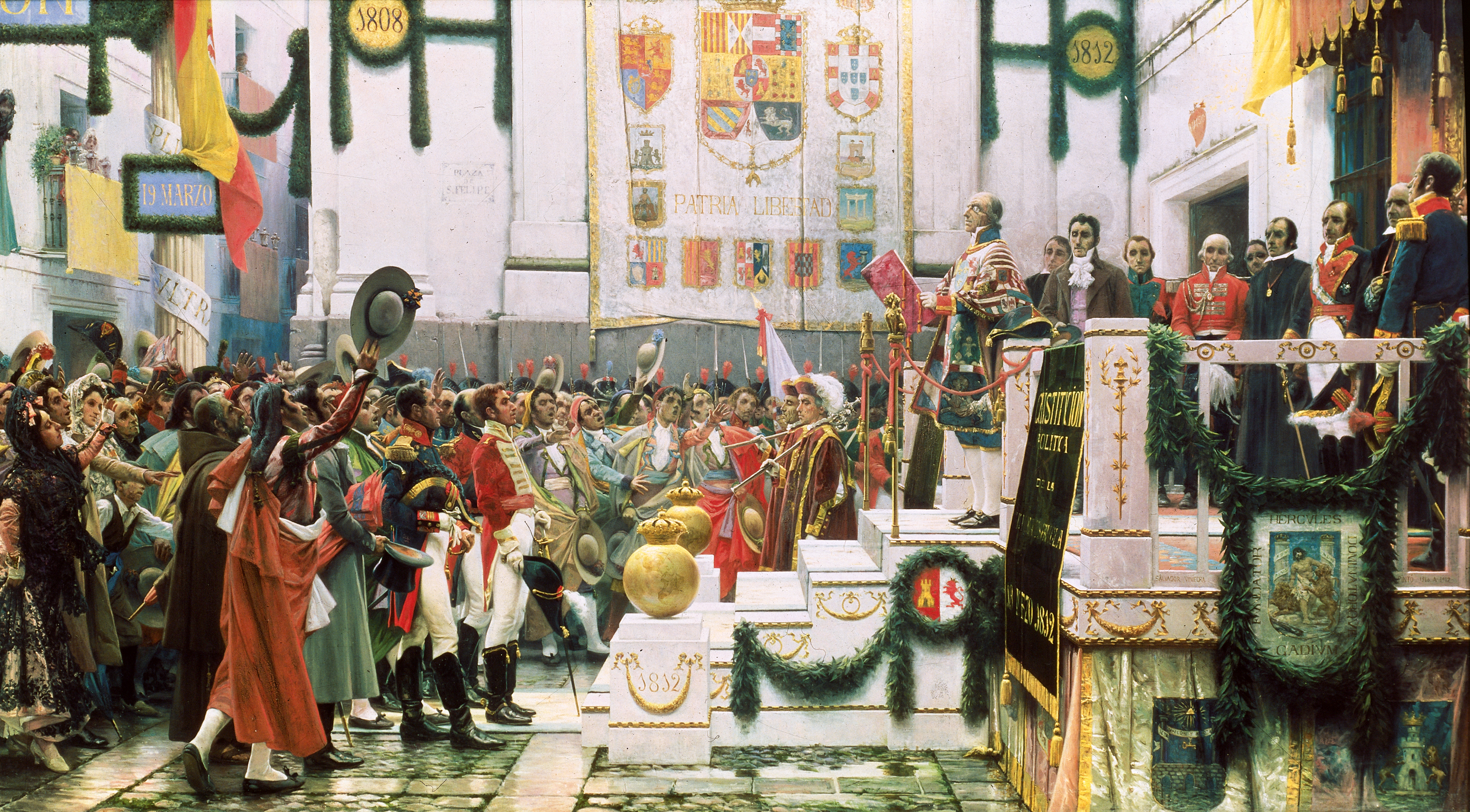
Proclamazione della Costituzione di Cadice di Salvador Viniegra. Per la data nella quale avvenne, il 19 marzo 1812, si battezzò popolarmente come la Pepa. Il grido Viva la Pepa! diventò un motto liberale.

Come tutte le monarchie europee durante la crisi dell'Antico Regime, il Regno di Spagna subì profondi cambiamenti sociali e politici tra la fine del XVIII e l'inizio del XIX secolo, soprattutto dopo l'invasione napoleonica. Le guerre napoleoniche trasformarono tutta l'Europa, dando origine a sentimenti nazionali dove prima non c'erano o non si esprimevano con il nuovo concetto di identità emerso nella Rivoluzione francese: quello della nazione come soggetto di sovranità (Emmanuel Joseph Sieyès). La Spagna non ha fatto eccezione a questa nuova corrente nazionalista. Dalla guerra contro la Convenzione, la propaganda antifrancese generava l'idea di un nemico esterno, che si concretizzò chiaramente con la guerra d'indipendenza spagnola, sebbene fosse evidente l'adozione delle teorie e delle pratiche politiche del "nemico": la Costituzione di Cadice del 1812 non fu sotto molti aspetti meno "francesizzata" dello Statuto di Baiona del 1808, sebbene la sua influenza su di essa fu solo reattiva.
Il concetto rousseauiano di sovranità nazionale non si limitò a ispirare i rivoluzionari liberali, ma fu esteso ai movimenti politici "di massa" dell'età contemporanea, inclusi i totalitarismi (comunismo e fascismo) nella loro subordinazione dell'individuo alla volontà generale. Altre interpretazioni vedono sia Locke che Rousseau nella linea del contrattualismo individualista, mentre sarebbero Hegel e la filosofia del diritto del XIX secolo coloro che vorrebbero proporre il principio corporativo, per il quale la sovranità e la libertà non sono individuali ma collettive.
Qualunque sia la sua genesi intellettuale, l'irruzione del totalitarismo nel nazionalismo spagnolo ebbe luogo in pieno vigore negli anni '30; non tanto dal piccolo ma influente Partito Comunista (che non raggiunse altro che porzioni di potere condivise durante la guerra civile), quanto bensì dai movimenti opposti alla Seconda Repubblica e al regime franchista, il cui status fascista o totalitario è sempre stato oggetto di polemiche, arrivando a proporre l'uso dei termini autoritarismo (Juan José Linz) e fascismo clericale (Hugh Trevor-Roper).

## Nazionalismo e economia

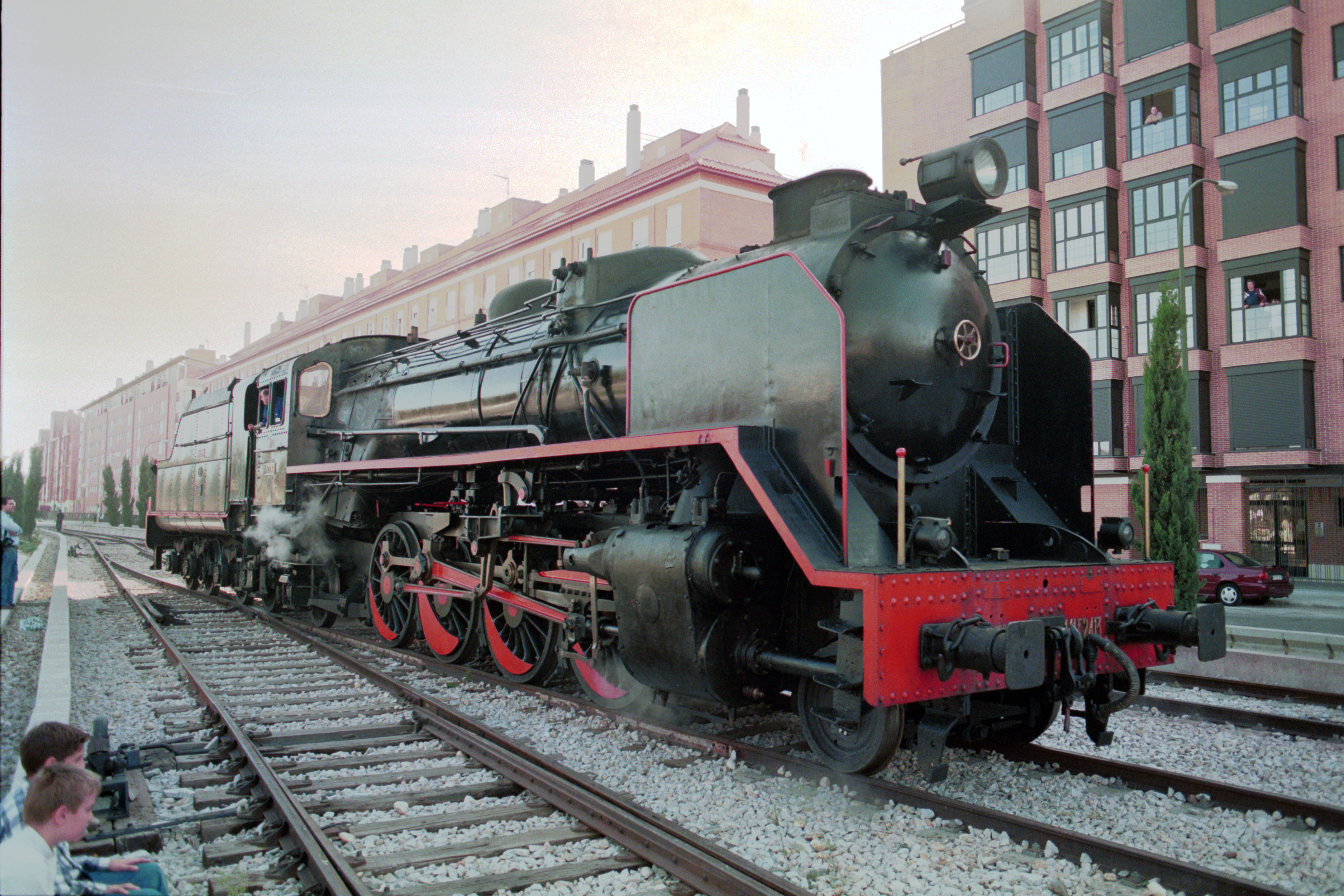
Locomotiva Mikado 1-4-1, utilizzata dalla Red Nacional de los Ferrocarriles Españoles

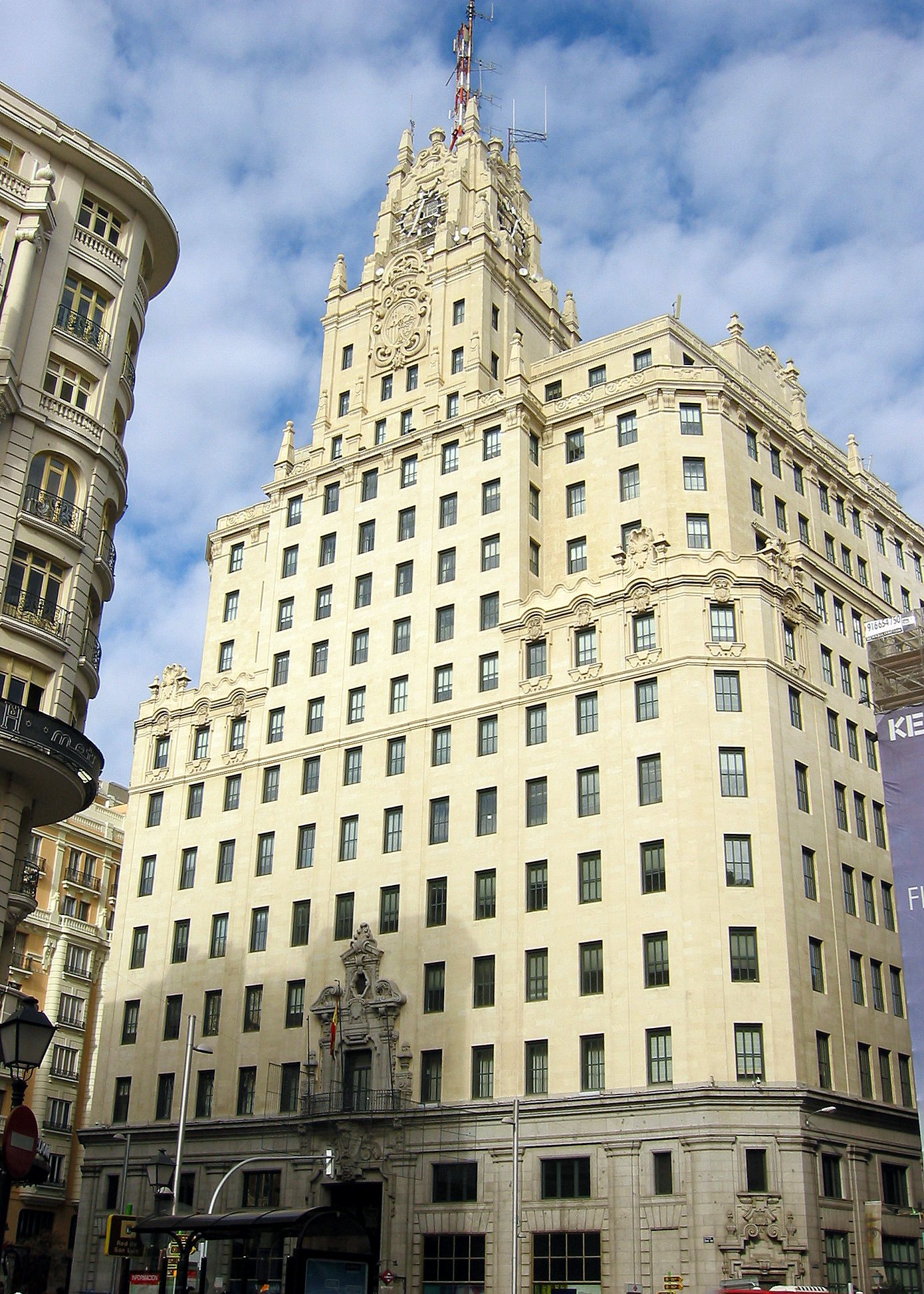
Edificio della Compañía Telefónica Nacional de España nella Gran Via di Madrid. Costruito tra il 1926 e il 1929 (contemporaneamente all'Empire State Building di New York) è stato, con i suoi modesti 88 metri, il primo grattacielo ad essere costruito in Spagna.

Nei nuovi stati-nazione si stavano sviluppando nuove collettività interclasse, omogeneizzate e codificate di cittadini-proprietari, abitanti di uno spazio economico sempre più aperto allo spiegamento effettivo delle forme capitalistiche. L'insicuro impianto dello Stato liberale in Spagna fu parallelo alle peculiarità del processo di industrializzazione (fallito secondo alcuni autori, come Jordi Nadal) e alla conformazione del sistema di proprietà (con la confisca come fatto principale). In termini di politica economica, attraverso pratiche protezionistiche fu forgiato un vero nazionalismo economico, talvolta descritto come una "mentalità autarchica", richiesto principalmente dall'emergente industria tessile catalana, che dopo la perdita del mercato coloniale con l'eccezione di Cuba, ebbe solo la possibilità di collocare i suoi prodotti nel mercato nazionale spagnolo (che, sebbene impoverito, gli era almeno riservato o "prigioniero"), vista l'impossibilità di competere sul mercato internazionale. Di fronte a questo, si scontrò ripetutamente con gli interessi del libero scambio dell'oligarchia proprietaria castigliano-andalusa, la quale beneficiava della confisca, legata all'esportazione di materie prime (agricole e minerarie) e all'apertura agli investimenti esteri (in particolare una linea ferroviaria costosa, che nel tempo avrebbe integrato spazialmente il mercato nazionale). L'espressione di entrambi gli interessi erano i rami progressista e moderato del liberalismo spagnolo, mentre la frustrazione delle aspettative degli industriali catalani si rivolse in gran parte nelle divisioni successive delle aree democratica, repubblicana, federale e cantonale, e alla fine del XIX secolo, del cosiddetto catalanesimo.
Alla fine del secolo, nello sviluppo della cantieristica e delle industrie siderurgiche per lo scambio di ferro biscaglio con carbone inglese, si sviluppò il nazionalismo basco di Sabino Arana, che fino all'inizio del XX secolo avrebbe avuto solo presenza a Bilbao. Successivamente si sarebbe esteso alle zone rurali in conseguenza sia delle misure centraliste, culminate nella scomparsa dei fueros tradizionali (ad eccezione dell'accordo economico), sia della reazione alle ripercussioni dell'industrializzazione nelle comunità basche tradizionali, di ideologia principalmente carlista, integrsta cattolica e anti-immigrazionista nei confronti dei lavoratori di lingua castigliana dal resto della Spagna (maquetos), tra i quali si diffusero il marxismo e l'ateismo. Nelle aree urbane, dove la borghesia era tradizionalmente liberale, alcuni circoli professionali e la piccola borghesia opteranno per il nazionalismo basco, mentre la grande borghesia opterà per l'integrazione economica e politica nel blocco oligarchico centrale.
Il trionfo del protezionismo fu evidente dalla fine del XIX secolo (si è parlato della Svolta protezionistica dei conservatori, tra il 1890 e il 1892), e sarà uno dei tratti distintivi della politica della dittatura di Primo de Rivera, quando fu fondato uno dei monopoli più longevi nel settore delle comunicazioni (Telefónica, 1924), o quello del petrolio (Campsa, 1927). Furono prese anche altre misure vagamente ispirate al corporativismo sviluppatosi simultaneamente nell'Italia fascista, nonché una politica dei lavori pubblici (serbatoi, strade) che fu portata avanti dalla Seconda Repubblica. A quel tempo la Spagna era classificata come una delle economie più chiuse al mondo (con l'ovvia eccezione dell'Unione Sovietica), e la portata positiva o negativa di questo fatto è ancora dibattuta. Almeno sembra vero che nel breve periodo la Grande depressione colpì principalmente economie più aperte e connesse con l'esterno, ma se l'occasione fosse esistita non si poteva sfruttare, visto il disastro rappresentato sia dalla guerra civile che dai primi anni di isolazionismo internazionale del regime franchista, intensificato più o meno volontariamente con una politica economica autarchica, che non fu superata fino al Piano di stabilizzazione del 1959. Tuttavia durante i successivi decenni di forte sviluppo pianificato, interventismo e peso del settore pubblico nei settori strategici dell'economia: ferrovie (RENFE, 1941), industria (INI, 1941), energia (Endesa, 1944), continuarono a essere molto forti fino alla riconversione industriale degli anni '80 prima dell'ingresso della Spagna nell'Unione europea, già in democrazia e con il governo socialista di Felipe González, corrispondendo al governo conservatore di José María Aznar le ultime privatizzazioni.

## Nazionalismo e lingua

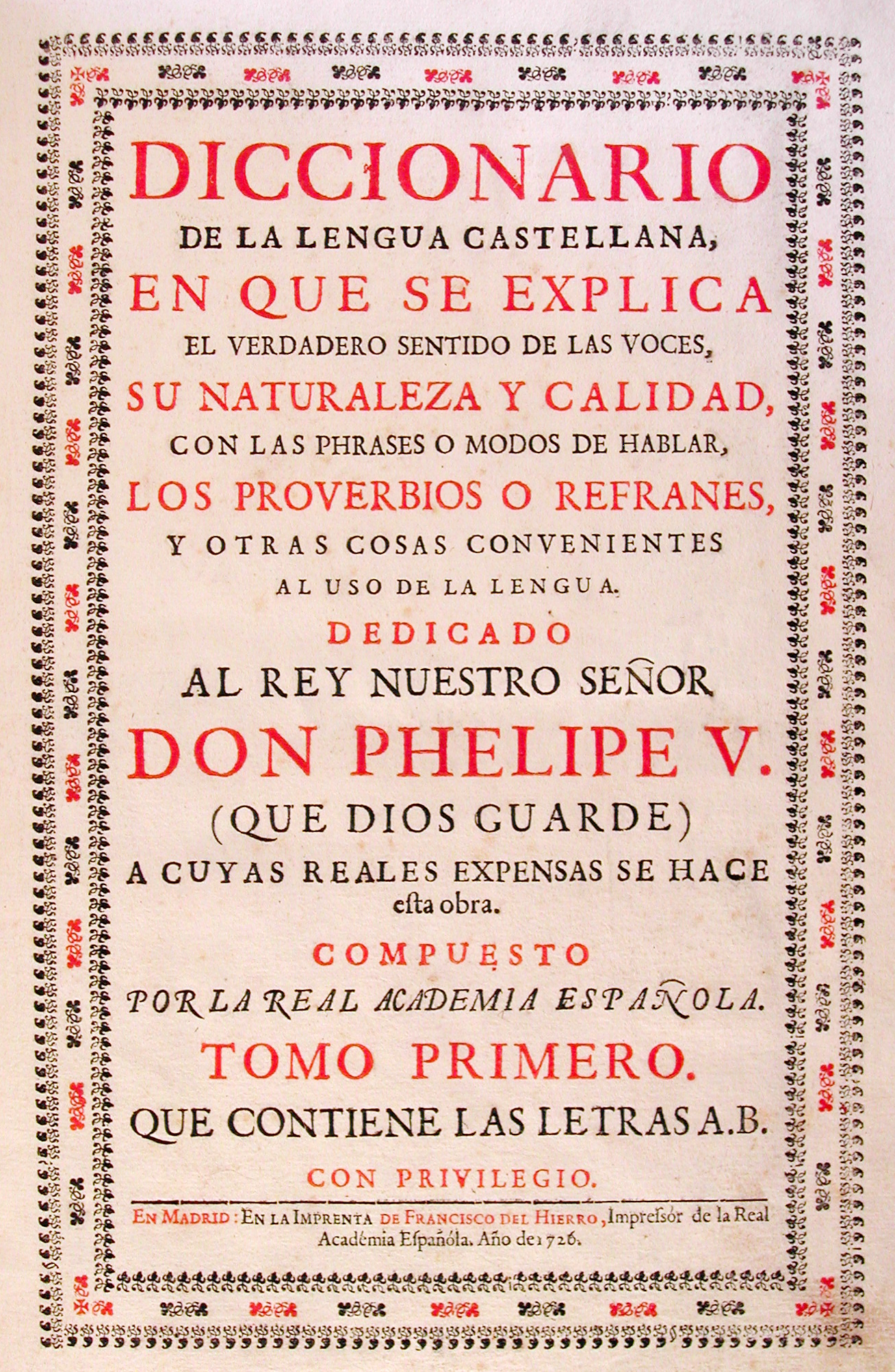
Diccionario de autoridades, il primo di quelli pubblicati dalla Real Academia Española, nel 1726. Utilizza il nome lingua castigliana, anche se nel prologo del dizionario viene usato il nome lingua spagnola:"...la lingua spagnola, essendo così ricca e potente di parole...","...tra le lingue viventi, lo spagnolo è, senza il minimo dubbio, una delle più compendiose ed espressive...", ecc... Successivamente la Real Academia Española ha optato per l'utilizzo di lingua spagnola, anche con rapporti controversi prima della stesura del testo della Costituzione del 1978.

La capacità della lingua come veicolo di identificazione e costruzione nazionale è addirittura anteriore al nazionalismo del XIX secolo, e nel caso spagnolo l'attribuzione di un'intenzione in questo senso di solito risale addirittura al 1492 da una famosa frase dell'autore del Gramática castellana, Antonio de Nebrija: la lingua fu sempre una compagna dell'impero. Molto suonata fu anche l'orgogliosa rivendicazione della lingua da parte di Carlo V a Roma contro l'ambasciatore francese (un vescovo), il 16 aprile 1536:
Nonostante quanto ripetuto sia stato questo testo per proiettare nel passato l'identificazione nazionale spagnola con la lingua castigliana, il fatto è che Carlo stesso aveva imparato quella lingua molto tardi (una delle cause della rivolta dei comuneros erano le difficoltà di relazione con i suoi nuovi sudditi) e che la monarchia spagnola degli Asburgo non era in alcun modo uno stato con un'identificazione nazionale linguistica, anche se poteva essere descritta come uno stato. È stato affermato che lo spagnolo non era più di una delle molteplici lingue dell'Impero, non prevalente o sulla penisola (catalano o portoghese) o su quelle europee (tedesco, francese, olandese o italiano) o anche sulle lingue indo-americane, sottomesse ma persistenti (guaraní, quechua, nahuatl o k'iche'); e certamente molto meno socialmente prestigioso del latino.
Più importante fu l'adozione del modello accademico francese in base al quale fu istituita la Real Academia Española, a partire dal XVIII secolo, quando i possedimenti territoriali della monarchia erano stati ridotti e semplificati a seguito del trattato di Utrecht e l'abolizione aveva preso luogo del regime provinciale nei regni peninsulari orientali, ridotto alla Nueva Planta. La Real Academia Española era pronta alla difesa casticista della purezza della lingua spagnola, inizialmente contro l'invasione dei gallicismi. Allo stesso tempo lo spagnolo stava guadagnando la considerazione di lingua ufficiale in tutti i tipi di sfere, comprese quelle più resistenti ai cambiamenti, come le università obsolete che le riforme illuminate volevano staccare dal vecchio latino, filologicamente abbastanza impure e sempre più scientificamente inoperanti.
D'altra parte il dibattito nazionalista linguistico ha dovuto attendere l'emergere di nazionalismi periferici alla fine del XIX secolo, che hanno preso l'identità linguistica come chiave del loro sviluppo, istituzionalizzata un secolo dopo con la formazione delle Comunità autonome (dal 1979). La sua posizione di rivendicazione denuncia solitamente l'imposizione dello spagnolo alle lingue vernacolari (catalano, galiziano o basco), specialmente durante il regime franchista, che è stato descritto come genocidio linguistico e culturale. La reazione nella direzione opposta implica la cosiddetta normalizzazione, delimitazione o considerazione della lingua di un territorio o di un altro. Questa normalizzazione ha a sua volta portato a nuove e opposte denunce di imposizione, sia da parte di spagnoli locali, sia da parte di coloro che ritengono che certe varietà linguistiche meritino considerazione come lingua indipendente rispetto ad un'altra, come è successo con il valenzano rispetto al catalano; vengono respinti anche gli argomenti basati sulle ingiustizie retrospettive tipiche dei nazionalisti periferici, argomenti bollati come vittimismo e mitologizzazione.
Invece la posizione istituzionale della Real Academia Española e della maggior parte dei suoi componenti è quella di negare l'identificazione nazionalista-linguistica per il caso spagnolo. L'idea humboldtiana del linguaggio come manifestazione dello spirito di un popolo o quella dell'egualitarismo linguistico viene trasferita alle lingue, che sono strumenti semplici, più o meno sintonizzati e affinati, caratteri che corrispondono agli uomini che li usano. Sì che si padroneggia una ottimista e nuova immagine dello spagnolo come veicolo di armonia, internazionalismo e persino sponsor di redditività, in linea con quello che viene chiamato soft power.

## La costruzione della storia nazionale

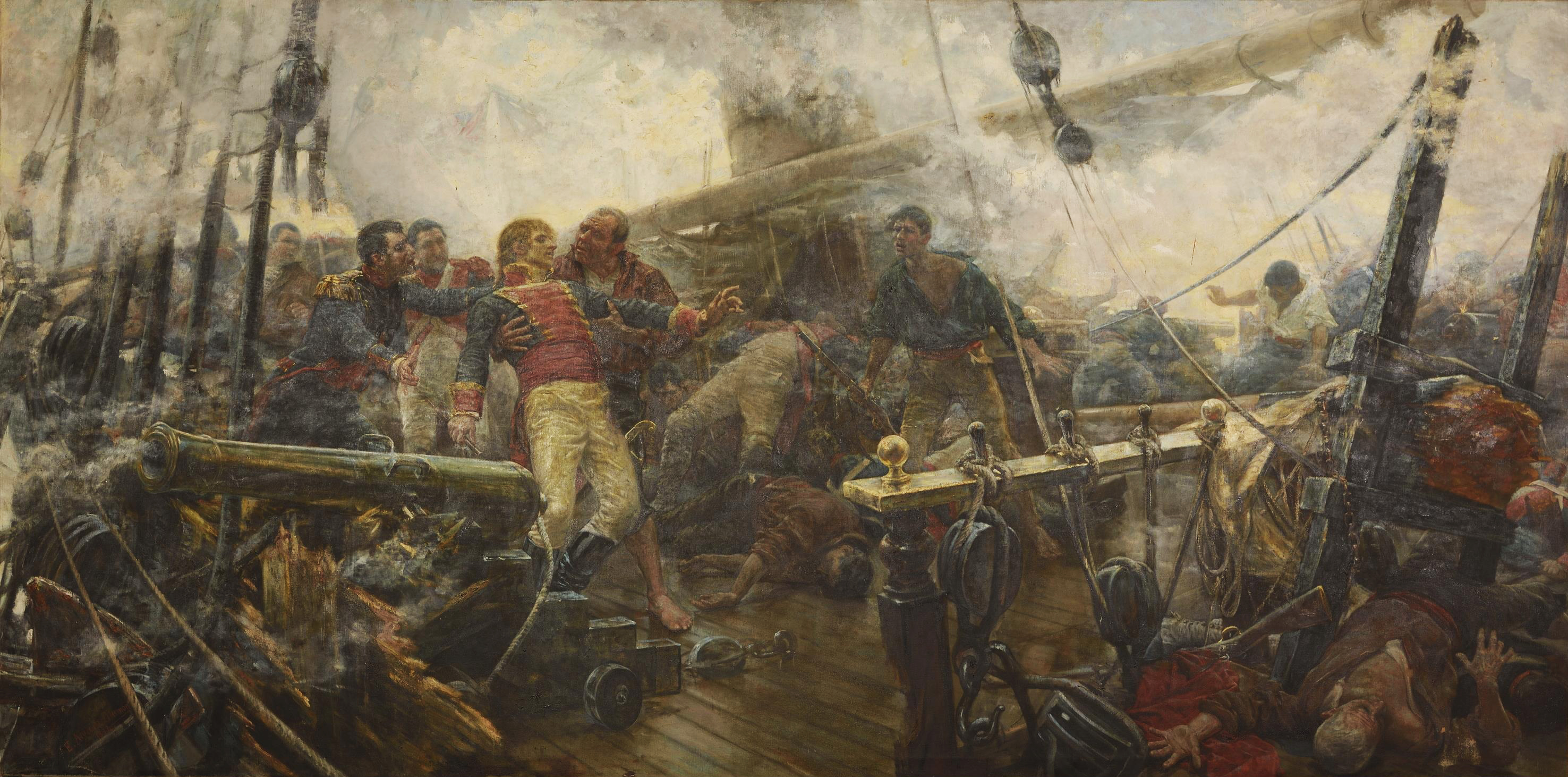
Morte di Churruca, durante la battaglia di Trafalgar, da parte di Eugenio Álvarez Dumont, 1892. Questa battaglia fu anche oggetto del primo degli Episodios nacionales di Benito Pérez Galdós. Il suo bicentenario (2005) è stato utilizzato per riflettere sulla coscienza nazionale spagnola e la conoscenza e l'uso che è fatto della storia della Spagna, in un momento durante il quale simultaneamente si dibatteva vivamente in Parlamento e nella società della Legge sulla memoria storica della guerra civile e del regime franchista. È apparso un romanzo storico di Arturo Pérez-Reverte, famoso per la sua ricreazione del secolo d'oro spagnolo nella serie di romanzi Capitano Alatriste. Questo autore si è lamentato di quanto fosse vivace l'episodio tra gli inglesi (che hanno fatto una sontuosa celebrazione, inclusa una parata navale) rispetto alla discreta commemorazione in Spagna, il cui atto più visibile era a carico del Ministero della Difesa (José Bono).

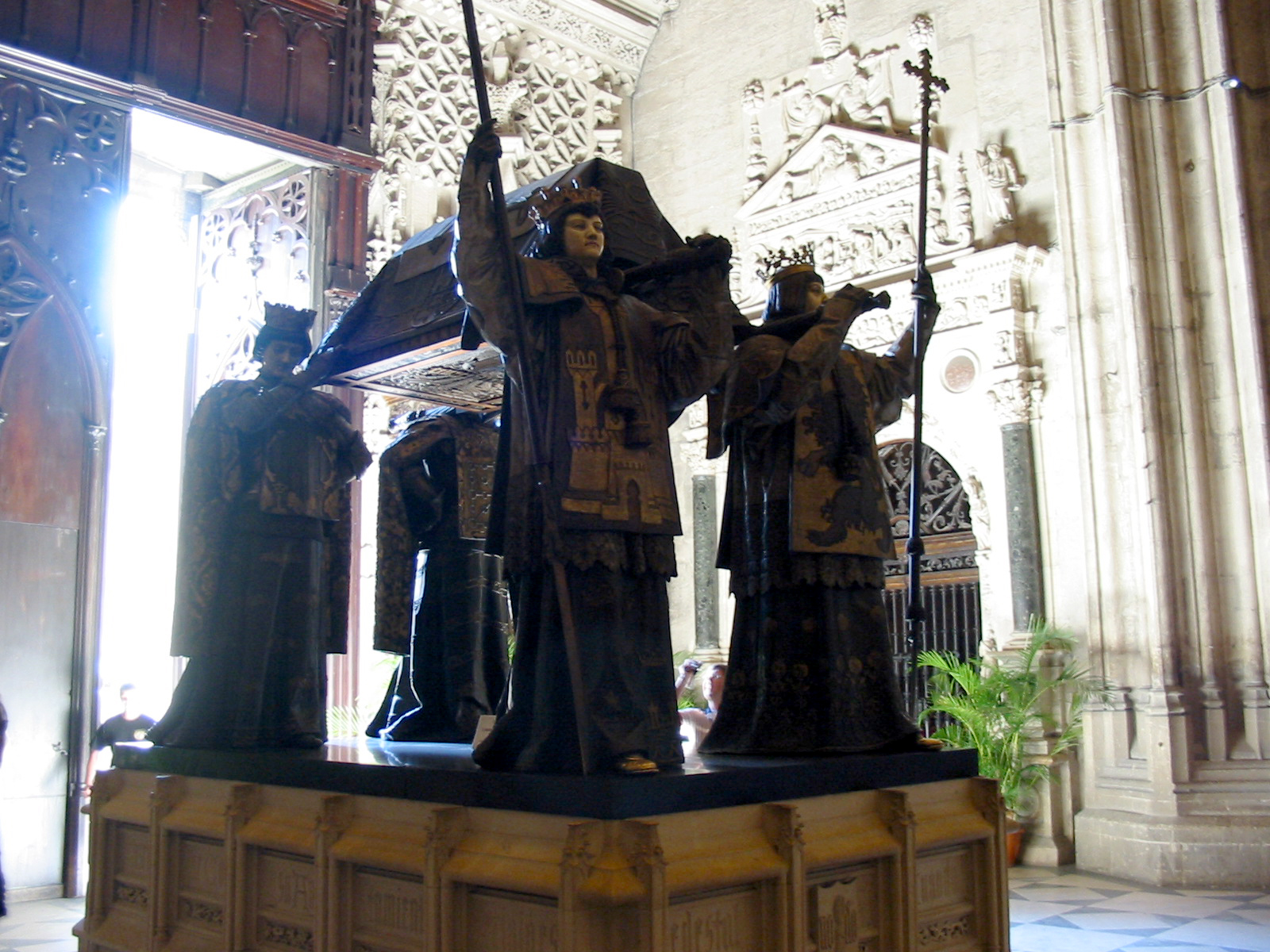
Monumento funerario di Colombo nella Cattedrale di Siviglia.

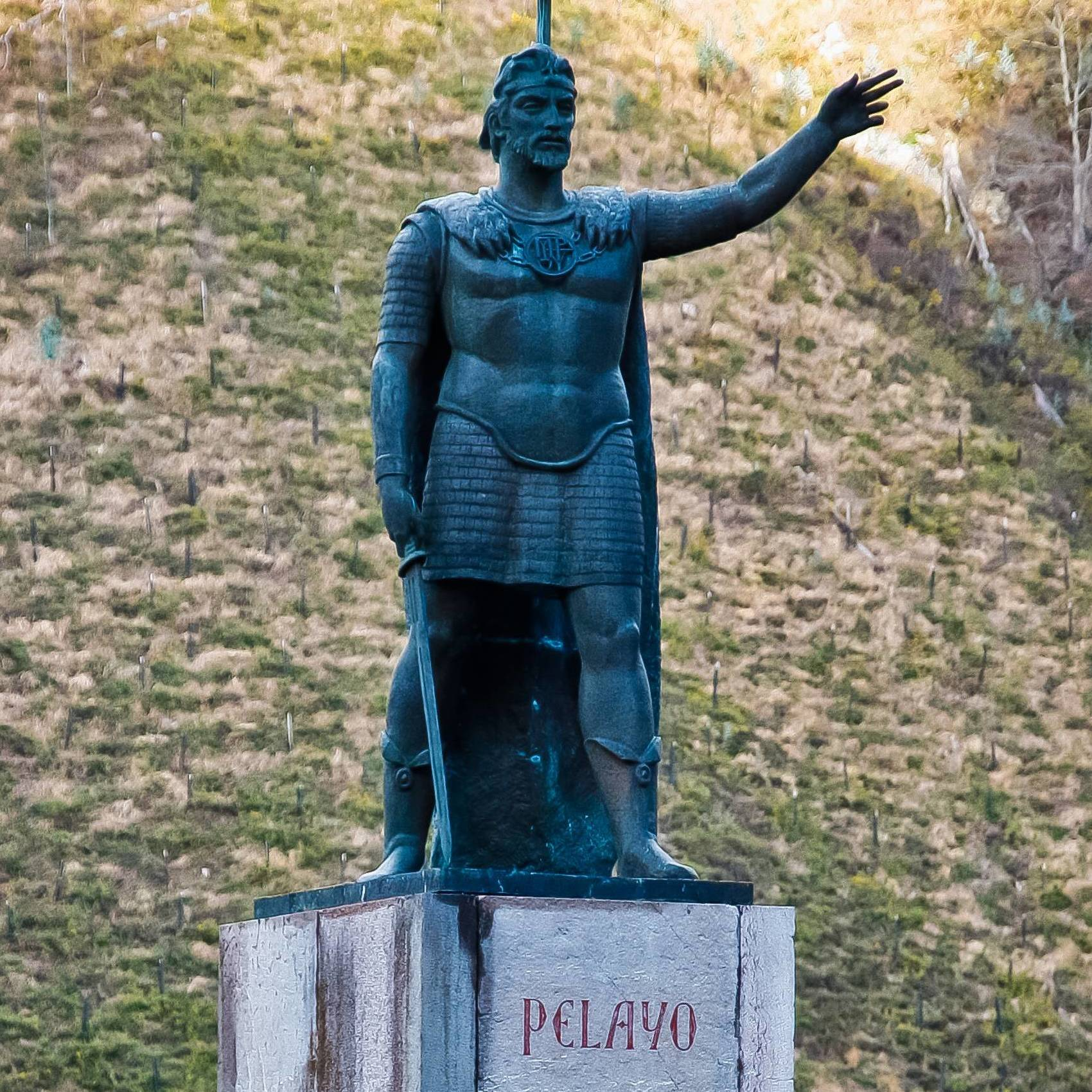
Monumento a Pelagio delle Asturie (Don Pelayo), realizzato nel 1965 e installato a Covadonga.

Seguendo le tendenze degli stati liberali europei, praticamente tutta la produzione della storiografia spagnola fino alla metà del XX secolo è stata realizzata da una prospettiva nazionalista, essendo costruita da segmenti, eventi, dati, citazioni o testi che potenzialmente avevano coerenza nazionale e che presentavano un significato di per sé, eliminando gli elementi di disturbo o di disagio per il necessario adattamento all'evoluzione storica della Spagna come elemento unitario. Per questo aveva precedenti molto antichi, dai testi visigoti e dal corpus cronistico medievale, particolarmente completo nei regni delle Asturie, León e Castiglia, senza materiali mancanti dai regni orientali della penisola. L'unificazione dei regni sotto la monarchia ispanica dell'età moderna ha portato con sé una continuazione del lavoro di cronaca da una prospettiva ispanica, in cui l'apparizione della monumentale Storia di Spagna di padre Mariana ha giocato un ruolo decisivo. La professione di storico fu istituzionalizzata, con le figure del Cronista maggiore, del Cronista delle Indie e dal XVIII secolo della Real Academia de la Historia.
Non era quindi una novità che una funzione ideologica fosse richiesta alla storia, quello che è successo è che dal XIX secolo si è concentrata sulla spiegazione e sulla catalizzazione della realtà statale e nazionale resa esplicita dalla Costituzione di Cadice e fornendo la necessaria coesione sociale. Pertanto, ha cercato di intrecciare gli eventi accaduti nella penisola per corroborare una genealogia della Spagna come nazione, con un popolo dotato, fin dall'antichità più remota, di una traiettoria di vita comune. La Storia diventerà così il supporto per costruire la storia naturale della Spagna come nazione.
Non è concepibile che questa metodologia analizzi i fatti storici da una visione plurale, complessa o, tanto meno, contraddittoria dal punto di vista unitario. I processi storici rivali, le memorie alternative che sarebbero state costruite dai nazionalismi periferici, furono largamente ignorati; Allo stesso modo, sia nei Paesi Baschi che in Catalogna, mito e leggenda si sono sviluppati anche attorno a vari personaggi che dovevano incarnare l'essenza dei loro popoli ancestrali che risalivano all'antichità classica o oltre.
Seguendo questo obiettivo, nei decenni centrali del romantico XIX secolo, gli storici hanno reso realtà la visione compatta di un popolo spagnolo dotato di ingredienti perenni, con un'essenza spagnola che è rimasta immutata da Indibile e Mandonio. Questo elenco di eroi della Patria, incarnazioni del carattere nazionale spagnolo o genio della razza, nominerebbe sia Recaredo che Guzmán il Buono, così come Ruggiero di Lauria, El Cid, Goffredo il Villoso, Ferdinando III il Santo, Giacomo I il Conquistatore, Hernán Cortés, Juan Sebastián Elcano, Luis Daoíz y Torres e Pedro Velarde y Santillán o Agostina d'Aragona. Anche gli imperatori ispano-romani, come Traiano o Adriano, così come il ribelle lusitano Viriato, furono inseriti senza troppe difficoltà in quella lista di "spagnolosità".
Più resistenza ebbe la spagnolosità di Cristoforo Colombo, che fu contemporaneamente oggetto di una rivendicazione da parte dell'Italia (con il prezioso aiuto dell'emigrazione italoamericana, sia negli Stati Uniti che in Argentina). Anche la posizione esatta delle sue ossa è stata oggetto di vivaci dibattiti tra Cuba, Repubblica Dominicana e Spagna, che hanno scommesso sullo spettacolare mausoleo che fu costruito nella Cattedrale di Siviglia.
La divulgazione di questi personaggi storici ha raggiunto estremi kitsch, come questa poesia, che è stata pubblicata in migliaia di promemoria di nascita che sono stati venduti fino a non molti anni fa.
L'istituzionalizzazione della scienza storica ha incluso importanti traguardi, come la creazione della Biblioteca nazionale e dell'Archivio Storico Nazionale. Un ruolo molto importante ha avuto l'inserimento della storia nei curricula, sia a livello di istruzione primaria che secondaria, previsti dal Piano Moyano. Le correnti liberali (egemoniche a metà del XIX secolo: Modesto Lafuente, Juan Valera), o reazionarie (Marcelino Menéndez Pelayo, che si impone dalla fine del XIX secolo) non avranno differenze per quanto riguarda la loro indiscussa identificazione con la Spagna come nazione; ma in termini di considerazione concreta della personalità di questi ultimi: resistenti all'oppressione per i primi (identificati con comuneros idealizzati o con la martire della libertà Mariana Pineda), cattolici e imperiali per i secondi (luce di Trento, martello degli eretici, spada di Roma, rappresentata al meglio da Isabella la Cattolica o Filippo II). La spagnolizzazione di figure di un passato remoto, anche mitico, non si è limitata al XIX secolo: in piena transizione, e con una metodologia altamente personale e divergente Fernando Sánchez Dragó ottenne il Premio Nazionale di Saggio per Gárgoris e Habidis. Una Storia Magica di Spagna (1978, assegnato nel 1979).

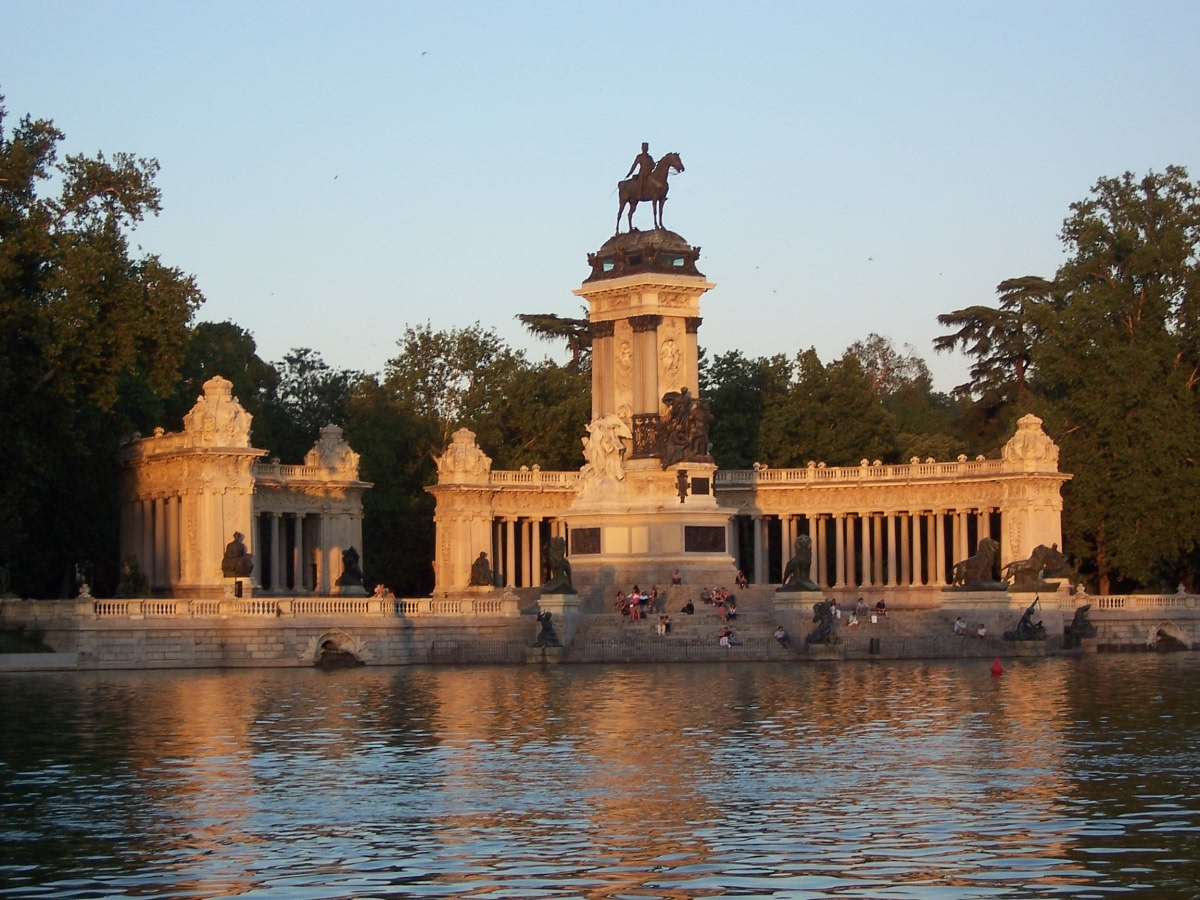
Monumento ad Alfonso XII nello stagno del Parco del Retiro (1902), progettato dall'architetto José Grases Riera e con opere di Mariano Benlliure, Josep Clarà e Mateo Inurria, tra gli altri.

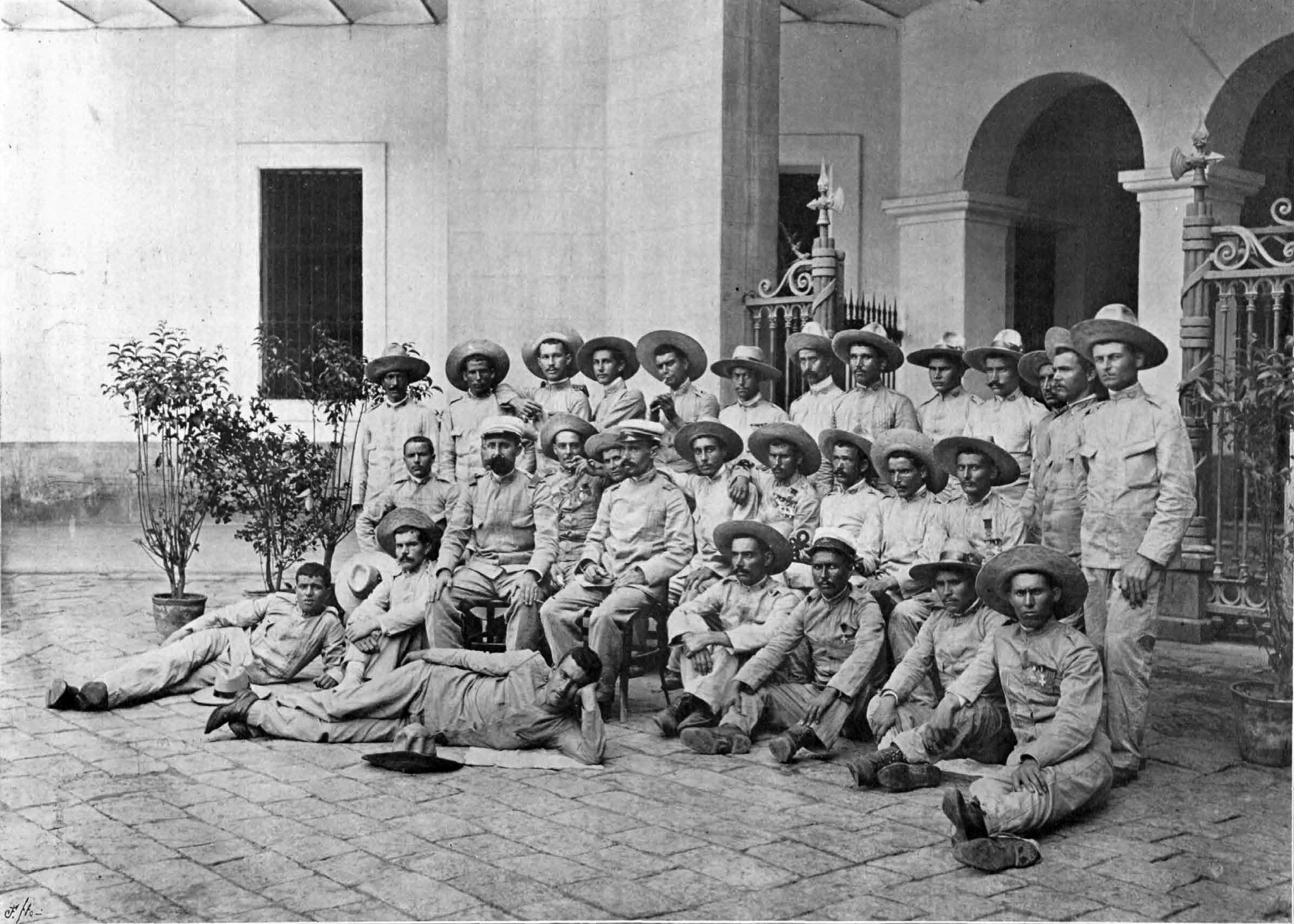
Gli ultimi delle Filippine, su cui è stato girato un film diretto da Antonio Román (1945). La sua malinconica habanera (o bolero, secondo le fonti) Yo te diré, di Enrique Llobet e Jorge Halpern, fu una delle canzoni più emblematiche del dopoguerra.

### Le belle arti: pittura, scultura, architettura, musica
La pittura storica ha anche svolto una funzione ideologica di prim'ordine, poiché i simboli iconici perpetuano le personalità e le azioni nazionali, nella maggior parte dei casi come commissionato da istituzioni pubbliche (Congresso, Senato, dove si conserva una delle migliori collezioni, consigli provinciali, municipi) che erano i luoghi ideali per l'esposizione di grandi tele, che iniziarono ad essere molto richieste dopo la guerra d'indipendenza: José de Madrazo (La morte di Viriato, 1814), José Aparicio (La fame del 1812 a Madrid, 1818), oltre ai capolavori di Goya: La carica dei Mamelucchi e Le fucilazioni di Moncloa, con cui fu perdonato per la sua vicinanza agli afrancesados ("francesizzati"). Nella seconda metà del secolo il genere diventa un luogo comune nella pittura spagnola, con Marià Fortuny i Marsal, Francisco Pradilla ed Eduardo Rosales che si distinguono.
L'equivalente scultoreo era la statuaria monumentale, i cui principali coltivatori furono Mariano Benlliure e Aniceto Marinas tra la fine del XIX e l'inizio del XX secolo. A metà del XX secolo, il lavoro di Juan de Ávalos può essere paragonato a loro in ripercussioni. Tutte le città spagnole hanno esempi di questa arte urbana che trasforma piazze, parchi e viali in musei di storia a cielo aperto attraverso questi punti di riferimento visivi. Forse il set più completo si trova nei gruppi scultorei della città di Madrid.
Meno evidente ma altrettanto operativo, si può vedere il rapporto con il nazionalismo di altre arti, come l'architettura (in cui gli stili neoclassico e storicista o l'eclettismo di fine secolo servivano a programmi di costruzione più discreti che in altri paesi europei o americani, evidenziando quelli realizzati nel 1929 in occasione dell'Esposizione iberoamericana di Siviglia - Plaza de España - e l'Esposizione Universale di Barcellona - che comprendeva il curioso pastiche del Poble Espanyol -) o la musica (nel cui studio si impose l'etichetta di nazionalismo musicale, che comprende infatti tutti gli autori dalla seconda metà del XIX secolo alla prima metà del XX - in particolare Albéniz, Granados, Turina o Manuel de Falla -, oltre ai casti género chico e zarzuela, opposto alla più internazionale opera). La popular music, che ha un posto eccezionale nella conformazione della mentalità e nella storia della vita quotidiana, era molto presente in Spagna dalla popolarizzazione della radio (anni venti, trenta e quaranta del XX secolo), formando parte di quella che è stata chiamata l'educazione sentimentale. Quelle del dopoguerra furono usate per illustrare sordide immagini cinematografiche contemporanee (molte precedenti del NO-DO) nel documentario di Basilio Martín Patino Canciones para después de una guerra.

### Nuovi mezzi espressivi: cinema e fumetti
Il cinema è stato un elemento utilizzato consapevolmente come propaganda politica durante il regime franchista. Oltre al già citato Noticiero Documental, le produzioni cinematografiche hanno insistito sui temi della storia nazionale (La leonessa di Castiglia, Giovanna la pazza, Amaya, Jeromín, Il segreto di Cristoforo Colombo, Agostina d'Aragona, Dove vai, Alfonso XII?, Gli ultimi delle Filippine, Raza -con una sceneggiatura di Franco-). Contemporaneamente, il fumetto ha svolto la stessa funzione, con pubblicazioni che esaltavano la Spagna cristiana medievale (El Guerrero del Antifaz e El Capitán Trueno), che risalivano alla Spagna romana (El Jabato), o fornivano eroi contemporanei (Roberto Alcázar y Pedrín). Una rivista per bambini portava l'inconfondibile titolo di Flechas y Pelayos (1938-1949), una fusione tra la falangista Flecha e la carlista Pelayos.

## Slogan sull'identità nazionale nel XIX secolo

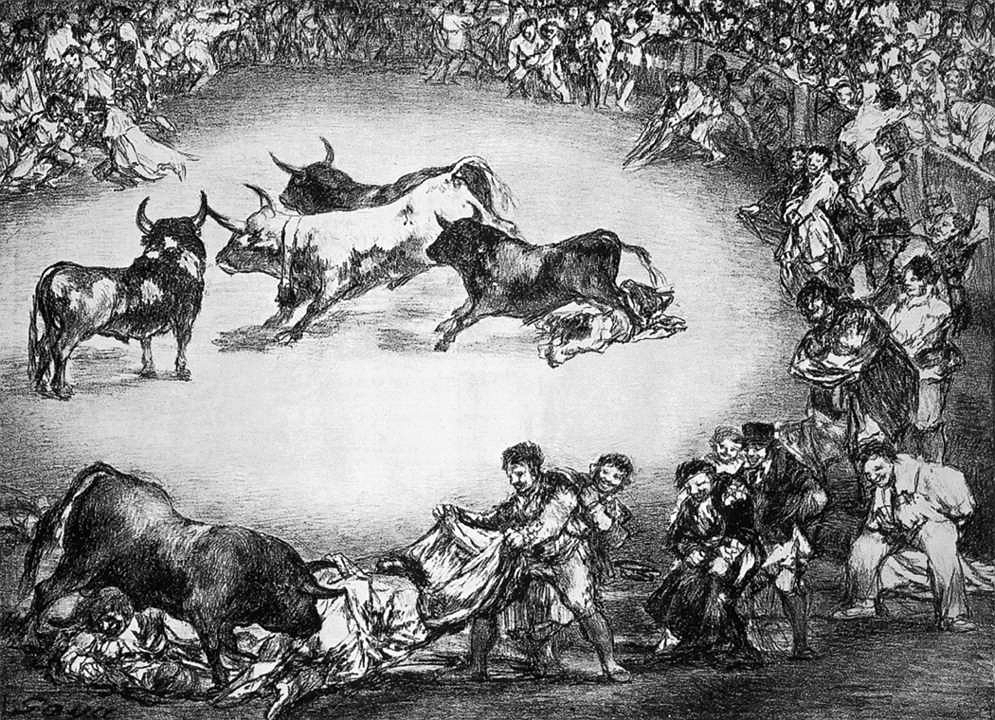
Diversión de España, incisione dalla serie I tori di Bordeaux, che Francisco Goya realizzò in uno spazio così favorevole all'introspezione sulla condizione nazionale come è l'esilio, tra il 1824 e il 1825. I tori erano già la festa nazionale spagnola per eccellenza sebbene tale condizione fu discussa dagli illustri, che vi si opponevano, con notevoli eccezioni, come lo stesso Goya. Il ruolo delle feste della corrida e di altre celebrazioni nella vita quotidiana e la formazione della mentalità e del linguaggio ordinario spagnolo stesso è innegabile, così come la sua funzione ammortizzatrice dei conflitti sociali, come è successo in seguito con il calcio (vedi Pan y toros).

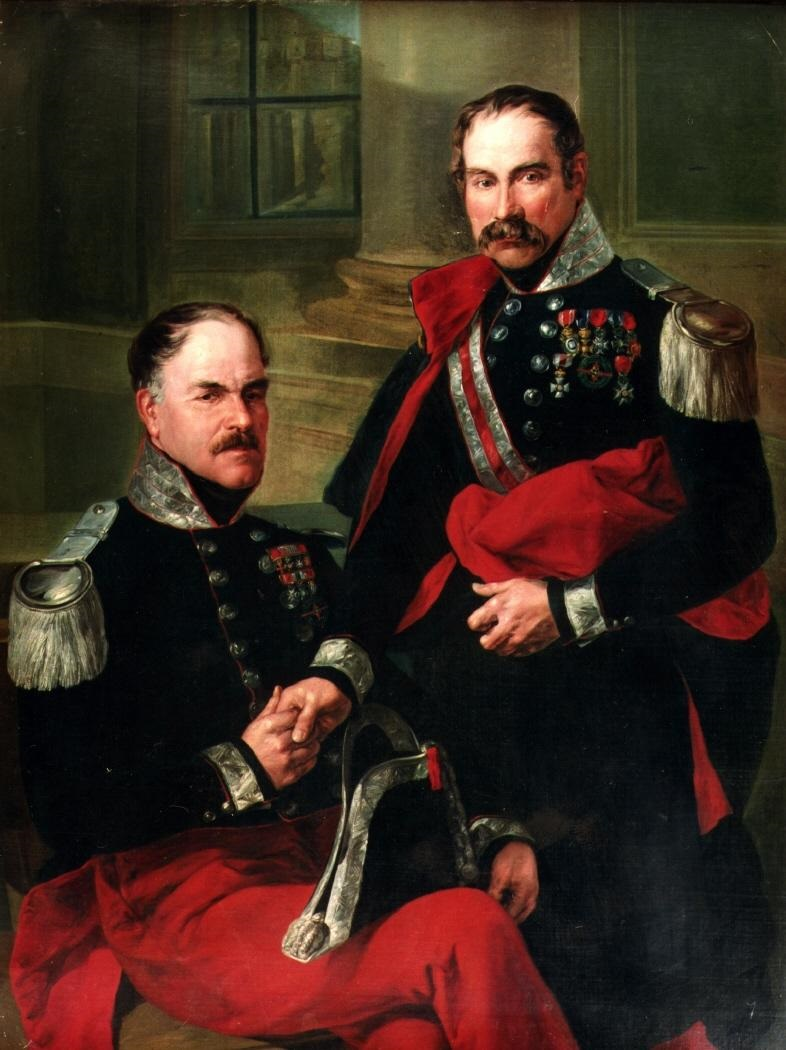
I due militari che si stringono la mano in questo dipinto ad olio di Bernardo López Piquer (1842) possono rappresentare l'identità corporativa raggiunta dai militari spagnoli nel corso del XIX secolo, al di là dei loro periodici e sanguinosi scontri. Uno di loro sembra nascondere un berretto rosso (carlista), quindi il dipinto è stato confuso con un'allusione all'abbraccio di Vergara tra Espartero e Maroto (1839).

- ¿Qué se debe a España? (Cosa è dovuto alla Spagna?), fu chiesto da Nicolas Masson de Morvilliers nella Encyclopédie Méthodique, 1782.[49]
- Pan y toros (Pane e tori), è stato reso popolare da un articolo di León de Arroyal (1793), dove ha criticato il casticismo in polemica con Juan Pablo Forner, che a sua volta ha discusso con Morvilliers.
- ¡Viva la Pepa! (Viva la Pepa!), quando fu proclamata la Costituzione di Cadice, il 12 marzo 1812.
- ¡Vivan las cadenas! (Vivano le catene!), dopo aver ricevuto Ferdinando VII dopo la guerra d'indipendenza nel 1814; lo stesso atteggiamento nel Manifesto dei persiani (12 aprile 1814).
- Caminemos todos, y yo el primero, por la senda constitucional (Camminiamo tutti, e io il primo, sulla via costituzionale), Ferdinando VII, 1820, giurando la Costituzione dopo il pronunciamento militare di Rafael del Riego che aprì il triennio liberale spagnolo.
- Dios, Patria, Rey (Dio, Patria, Re) (Battaglia di Oriamendi, 1837) era il motto triadico del carlismo, che a quel tempo non era un movimento nazionalista (sebbene patriottico), ma restauratore, a favore dell'Antico Regime e contrario alla nazione sovrana che stanno cercando di costruire i liberali. Altre versioni del motto erano Dio, patria, re, giudici; Dio, patria, fueros, re; e persino Dios y Leyes Viejas (Dio e vecchie leggi) (Jaun Goikua eta Lege zarrak in basco), che era il motto che Sabino Arana concepì alla fine del XIX secolo per il Partito Nazionalista Basco.
- Y cúmplase la voluntad nacional (E si compi la volontà nazionale), Baldomero Espartero (reggente dal 1841 al 1843). L'uso di questa frase è stato esteso da altri personaggi, in particolare dal generale Juan Prim (presidente del governo tra il 1868 e il 1870).[50]
- Más vale honra sin barcos, que barcos sin honra (L'onore senza navi è migliore delle navi senza onore), o España prefiere honra sin barcos a barcos sin honra (La Spagna preferisce l'onore senza navi alle navi senza onore), o Mi patria quiere mejor... (Il mio paese vuole di meglio...); Casto Méndez Núñez, ammiraglio nella Guerra del Pacifico (1866).[51]
- Viva España con honra (Viva la Spagna con onore), Rivoluzione spagnola del 1868.
- Viva Cartagena (Viva Cartagena), Ribellione cantonale, 1873.
- Son españoles los que no pueden ser otra cosa (Sono spagnoli quelli che non possono essere altra cosa), Antonio Cánovas del Castillo.[52]
- Echar siete llaves (o doble llave) al sepulcro de El Cid (Lanciare sette chiavi (o doppie chiavi) al sepolcro di El Cid), Joaquín Costa.[53]
- ¡Santiago y cierra, España! (Santiago e chiudi, Spagna!), di origine medievale, salvata a fini peggiorativi alla fine dell'XIX secolo, come il precedente motto del Cid, forzando il significato della chiusura oltre il suo significato militare originario. Tuttavia, fu rivendicato in modo reattivo e tradizionalista dai redattori della rivista di destra degli anni 1930 Acción Española, che aveva come collaboratori Ramiro de Maeztu, Eugenio Vegas Latapie e José Calvo Sotelo.
- ¡Que inventen ellos! (Che inventino loro!)[54] e Me duele España (Mi ferisce la Spagna),[55] Miguel de Unamuno.

## Militarismo e Rigenerazionismo
Da Rafael del Riego a Arsenio Martínez Campos y Antón, quasi tutto il XIX secolo spagnolo è costellato di pronunciamenti periodici dei cosiddetti espadones (cioè l'alta gerarchia della milizia), che raggruppavano dietro di sé i diversi partiti politici. Fu la stessa guerra d'indipendenza spagnola a dare origine al prestigio sociale della vocazione militare, alla quale giunsero persone di ogni provenienza (secondi figli precedentemente destinati al clero, popolani) che in una società di classi chiuse non avrebbero avuto tale opportunità di avanzamento sociale. Alcuni di loro (Valentín Ferraz, Gerónimo Valdés) ricevettero il soprannome di ayacuchos per aver partecipato alla battaglia di Ayacucho, o se non era stato così (come Baldomero Espartero o Rafael Maroto), almeno per aver assistito alla fine della presenza spagnola nell'America continentale; mentre anche nelle nuove nazioni si imponeva il caudillismo come forma di rappresentanza politica.
In questi comandanti la nazione stessa veniva identificata in un concetto di struttura sociale che, lungi dall'essere conservatore o reazionario, era originariamente rivoluzionario: la nazione in armi. Tuttavia, in pratica, è stata loro delegata anche l'iniziativa politica, in assenza di un controllo effettivo da parte della società civile. La milizia nazionale strumentalizzata dai progressisti, che inquadrava le classi urbane nella difesa della rivoluzione liberale, cessò presto di avere una reale importanza. Un altro corpo militare, nato a metà del secolo su iniziativa dei moderati, aveva una proiezione ben più importante: la Guardia Civil, con un ampio dispiegamento territoriale che coprisse tutte le aree rurali, incaricata di garantire due nuovi concetti: ordine pubblico e proprietà privata, di straordinaria importanza per il nuovo sistema liberal-capitalista che, dopo le guerre carliste e la desamortización, aveva integrato l'oligarchia degli alti nobili, della grande borghesia e dei proprietari terrieri.

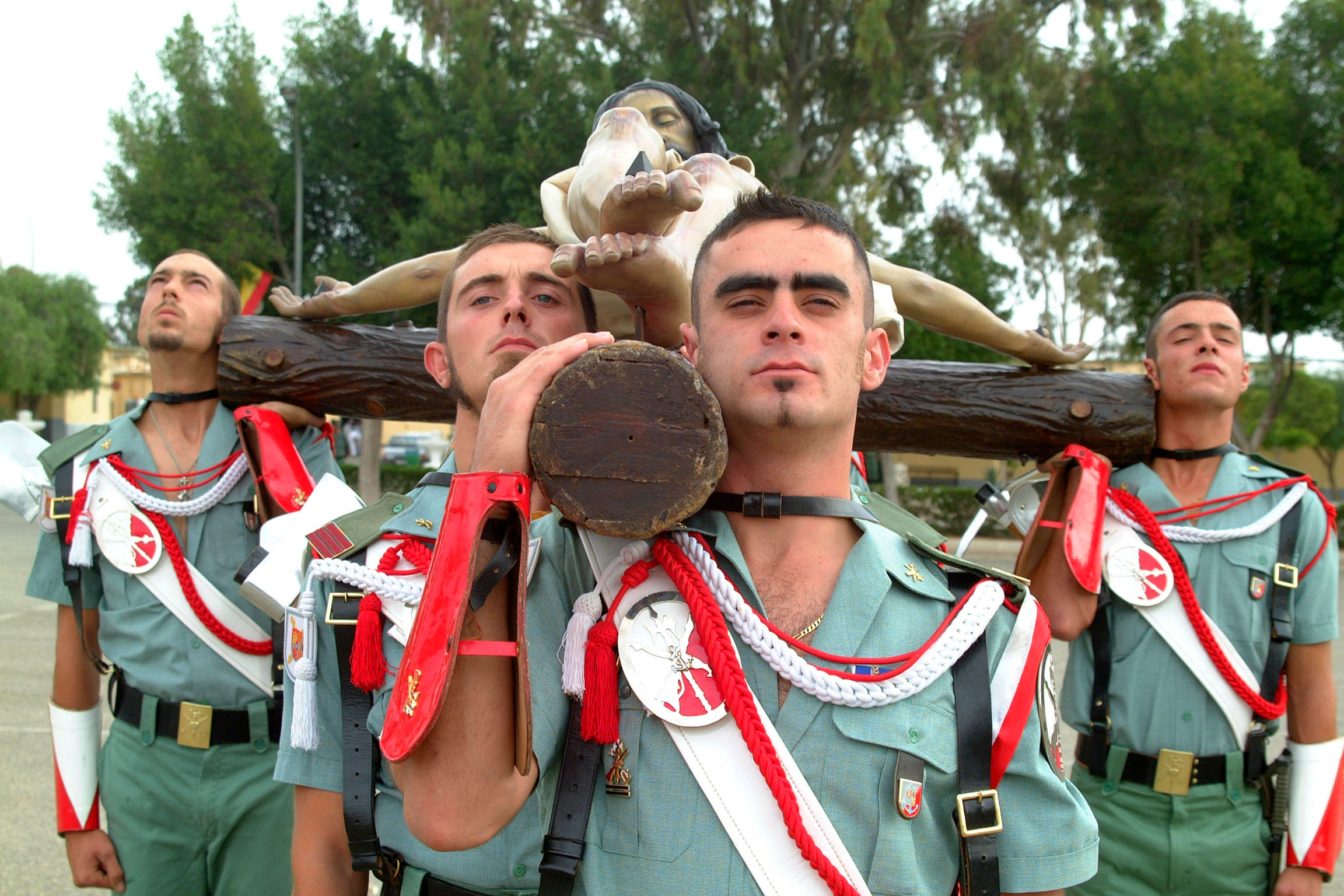
Rituale del Cristo della Buona Morte, che continua ad essere celebrato ancora oggi, così come altre devozioni militari (alcune sfumate, come la partecipazione militare alla Processione del Corpo di Toledo, che non presenta più gli onori militari) e l'istituzione del cappellano militare.
La Legione spagnola era una forza d'urto creata per la guerra in Marocco nel 1920, e aveva tra i suoi primi ufficiali José Millán-Astray e Francisco Franco, che incarnavano il concetto di militare africanista, con un nuovo modo di intendere la missione della Spagna nel mondo che richiedeva di ricomporre le relazioni tra l'esercito e la società civile. Mancavano in ciò i valori militari che la Legione incarnava, esplicitati nel suo Credo Legionario: disciplina inflessibile, fedeltà incrollabile al capo (che deve mostrare capacità di leadership carismatiche), fratellanza tra compagni d'armi a torto o a ragione (il grido A me la Legione), esaltazione della virilità, disprezzo per la vita stessa (il grido Viva la morte, usato insieme a Abbasso l'intelligenza da Millán-Astray nel suo famoso alterco con Miguel de Unamuno-) e una forte identificazione con il cattolicesimo.

La Restaurazione aveva segnato una parentesi della politica civile, con il turnismo Cánovas - Sagasta, ma ciò non significava un aumento della purezza democratica del sistema politico, nonostante fosse esercitato il suffragio universale maschile (già presente nella Costituzione spagnola del 1869, eliminato nel 1876 e recuperato dal 1890). Per tutto il XIX secolo e fino al 1931 non ci fu caso di un governo che perdesse un'elezione: la procedura non era quella di guadagnare la fiducia del popolo per arrivare a governarlo, ma di andare al governo (tramite un intrigo di palazzo, da un pronunciamento militare o, nel migliore dei casi, per consenso delle forze politiche "dinastiche") e poi indire elezioni, opportunamente gestite dalla rete clientelare che partiva dal Ministero dell'Interno, passava per i governi civili di ogni provincia e giungeva al cacicco che controllava ciascuna cittadina; incluso l'incasellamento dei candidati favorevoli, il voto di scambio, rivendicare debiti da precedenti favori e il pucherazo, o una vera e propria frode, se necessario. Joaquín Costa fece un'analisi devastante in Oligarchia e sistema cacicco come l'attuale forma di governo in Spagna: urgenza e modo di cambiarlo (1901).
A quel punto, l'evidenza della corruzione del sistema politico rese molto diffuse le richieste di un chirurgo di ferro, e il disprezzo per la politica e per i politici professionisti, che includeva un movimento promosso dalla borghesia catalana attraverso il Consiglio regionale delle adesioni al Programma del Generale Polavieja. L'intervento dell'esercito nelle strade, sia chiamato dal governo per garantire l'ordine pubblico, sia spontaneamente, era una pratica sempre più comune. Il malcontento militare latente dopo la guerra ispano-americana (il "disastro del 98") si era rivelato periodicamente, sulla scia dello scandalo ¡Cu-Cut!, (1905, attacco a una rivista satirica catalana, dopo il trionfo elettorale della Lega), la rivolta antimilitarista della Settimana Tragica (1909) e nella crisi del 1917 (con il movimento delle Commissioni di difesa simultaneo a un'Assemblea di Anti-parlamentari del governo a Barcellona e sciopero generale rivoluzionario). Alla fine esplose in modo decisivo a seguito del disastro di Annual: la cattiva gestione della battaglia portò al colpo di Stato di Miguel Primo de Rivera, capitano generale di Barcellona.
Molto a che fare con il trionfo del colpo di Stato fu l'incoraggiamento della borghesia catalana (spaventata dall'escalation del terrorismo emulativo dei sindacati), l'acquiescenza del re (particolarmente identificato con l'establishment militare e che non era stato estraneo alle strane decisioni che avevano portato al disastro di Annual) e la passività di tutte le forze politiche. Una delle sue priorità era il ripristino dell'onore patriottico compromesso in Marocco, che ottenne con una straordinaria propaganda e dimostrazione militare, nell'ambizioso sbarco di Al Hoceima. Negli anni della sua dittatura, in assenza di un'opposizione legale ed effettiva (ad eccezione di alcuni intellettuali esiliati, come Unamuno), fu attuata una politica economica e sociale di carattere corporativistico, di aspirazioni interclassistiche, che cercò di subordinare gli interessi privati (locali, di partito o di classe) a quelli nazionali. Nel suo sviluppo vi fu un certo grado di collaborazione da parte del sindacato socialista (UGT).
Era in corso una vera età dell'argento delle lettere e delle scienze spagnole, in cui l'inizio del dibattito intellettuale sullo stesso "essere della Spagna" aveva un posto preminente. Le diverse posizioni ideologiche variavano drammaticamente, approfondendo le divisioni di quelle che Antonio Machado iniziò a chiamare le Due Spagne; sebbene l'identificazione con la nazione spagnola non fosse meno a sinistra che a destra: se il contenuto non veniva letto, era impossibile distinguere dal titolo le riviste di sinistra España. Semanario de la Vida Nacional (Ortega, Araquistáin, Azaña) e Nueva España (José Díaz Fernández, Joaquín Arderíus, Ramón J. Sender, Julián Gorkin, Isidoro Acevedo, Alardo Prats) di La Gaceta Literaria di Ernesto Giménez Caballero, che da una posizione estetica d'avanguardia si è evoluta verso il fascismo. La permeabilità tra i due gruppi non era impossibile: un socialista come Julián Zugazagoitia collaborò in entrambi, e lo stesso Giménez Caballero si vantava di aver dato i natali alle prime generazioni di scrittori fascisti e comunisti; sebbene questo ruolo di coesistenza nella discrepanza intellettuale corrispondesse più chiaramente a Revista de Occidente di Ortega o Cruz y Raya di José Bergamín.

## La Seconda Repubblica

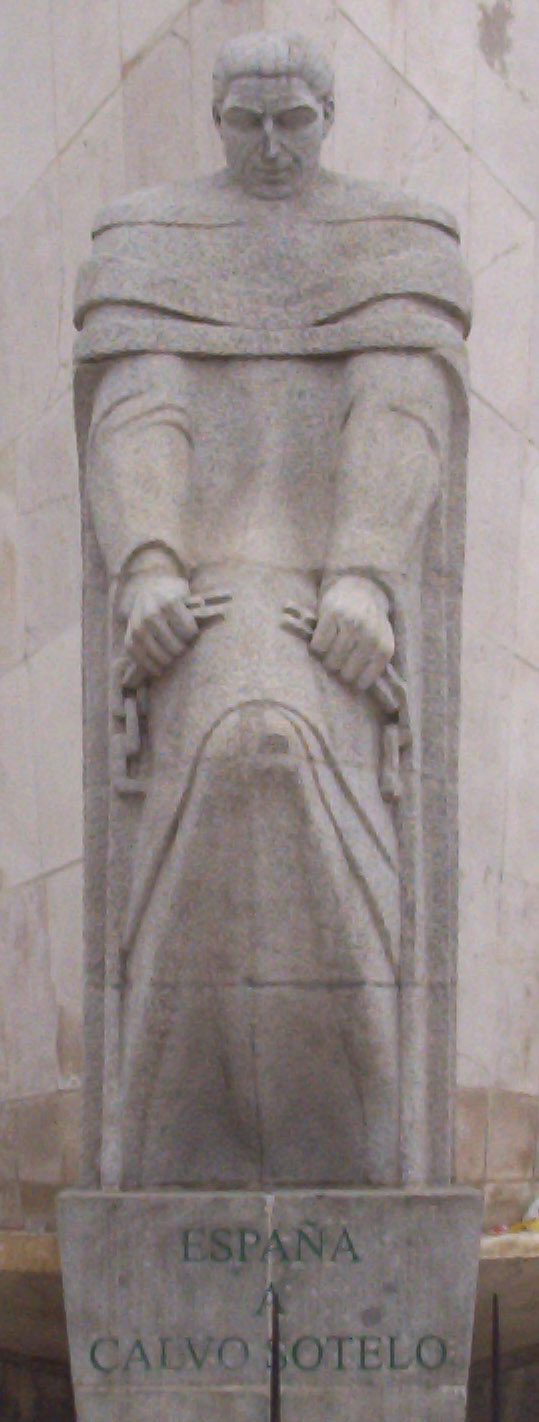
Monumento a José Calvo Sotelo, il Protomartire della Crociata a Plaza de Castilla, Madrid.

La maggior parte dei sostenitori della Seconda Repubblica (a cominciare dai suoi due presidenti, Niceto Alcalá Zamora e Manuel Azaña Díaz) non erano meno nazionalisti spagnoli dei loro oppositori; e alcuni, non meno centralisti, come si è potuto osservare nei dibattiti parlamentari, in cui José Ortega y Gasset coniò il termine "conllevancia" ("implicazione") per designare il rapporto con i nazionalisti periferici.
Il movimento operaio (diviso tra socialisti - organizzati attorno al Partito Socialista Operaio Spagnolo e diviso in molteplici sensibilità - e anarchici - le cui principali organizzazioni erano la CNT e la FAI, che in seguito avrebbero formato un fronte anarchico unito chiamato CNT-FAI) era teoricamente internazionalista (il Partito Comunista di Spagna di minoranza aveva uno stretto controllo dall'Internazionale Comunista), il che significa che la sua posizione sulla questione dell'identità nazionale - unitaria spagnola, particolarista o periferica - non potrebbe mai essere troppo categorica. Tuttavia in pratica si è comportato in occasioni decisive come il più efficacemente centralista delle forze repubblicane. È nota l'espressione di estrema sfiducia di Indalecio Prieto nei confronti dell'autonomia basca (Gibilterra vaticanista), nonostante abbia finito per contribuire profondamente alla stesura finale del suo statuto. La posizione della CNT (maggioranza nel movimento operaio catalano) verso l'autonomia attraversò fasi più o meno comprensive, ma non smise mai di considerarla una questione piuttosto borghese, cioè un'espressione dei suoi nemici di classe; e comunque la sottomissione a qualunque tipo di potere, centrale o autonomo, non rientrava nei suoi parametri. La posizione degli anarchici di fronte alla loro condizione nazionale o identitaria oscillava tra il federalismo teorico o reale (in particolare il settore treintista moderato, bollato come nazionalista spagnolo), il regionalismo e persino l'iberismo (la scala iberica della FAI); sempre secondo la tendenza mutevole dei capi del movimento in ogni momento o luogo, più nettamente durante la guerra civile: per un anno esistette il Consiglio di difesa regionale d'Aragona (in pratica un governo anarchico indipendente da quello centrale); più spettacolare fu la posizione degli anarchici in Catalogna, che raggiunse lo scontro armato (Giornate di maggio del 1937 a Barcellona). Già a quel tempo c'era stata un'unificazione dei partiti di sinistra in Catalogna, compresi diversi rami di socialisti e comunisti, sotto il nome di Partito Socialista Unificato della Catalogna (PSUC, che sarà legato all'Internazionale Comunista), un alleato nel governo della Generalitat con i nazionalisti catalani della Sinistra Repubblicana di Catalogna (ERC), e che escludeva sia gli anarchici che i trotskisti del POUM.
All'altro capo dello spettro politico, la questione regionale sollevata dalla discussione sullo statuto di autonomia catalana è servita da stimolo per la radicalizzazione dei partiti di destra, in un processo che si è concluso con l'appropriazione dell'aggettivo nazionale da parte della fazione ribelle nella guerra civile.
Il medico e politico José María Albiñana fondò nell'aprile del 1930 il Partito Nazionalista Spagnolo, ispirato al Partito Nazionale Fascista italiano (con le sue milizie, il culto del capo e il populismo) ma con un carattere fondamentalista cristiano e monarchico. Non ebbe quasi alcun impianto, tranne a Barcellona, Madrid, Siviglia, Valladolid e Burgos (per questa provincia Albiñana fu eletto deputato alle elezioni del febbraio 1936). Dopo l'inizio della guerra civile, il partito e le milizie finirono per essere integrati nella Falange Española Tradicionalista y de las Juntas de Ofensiva Nacional Sindicalista. Questa, a sua volta, era nata dalla fusione di altri gruppi più o meno ispirati dal fascismo e molto combattivi (dialetticamente e fisicamente) contro i gruppi di sinistra: le Giunte di Offensiva Nazional-Sindacalista di Ramiro Ledesma Ramos e Onésimo Redondo Ortega e la Falange Española di José Antonio Primo de Rivera, figlio del dittatore. C'erano molti altri gruppi, come Tradizione e Rinnovazione Spagnola e il Blocco Nazionale di José Calvo Sotelo, o il Partito Agrario di Nicasio Pelayo (smantellatore della riforma agraria durante il cosiddetto biennio nero) e Antonio Royo Villanova (che si è distinto per la sua opposizione allo statuto e per il suo libro Il problema catalano). Tuttavia il movimento politico più importante era la Confederazione Spagnola delle Destre Autonome (CEDA, una coalizione formata attorno a un partito chiamato prima Azione Nazionale e poi Azione Popolare), guidata da José María Gil-Robles y Quiñones, il cui settore giovanile agiva come un gruppo di disciplina quasi paramilitare (Ramón Ruiz Alonso).

## La guerra civile spagnola
L'uso stesso del nome di Bando nacional, che dette a se stessa la formazione nata intorno ai militari ribelli nel 1936, fu un vantaggio propagandistico a suo favore. Ogni volta che veniva conquistata una città, veniva ripetuto il motto Entra la Spagna o Già è Spagna; e il Bando cercò di identificare il più possibile la fazione repubblicana non solo con i rossi, ma esplicitamente con un generico anti-Spagna e precisamente con la Russia (cosa che ha continuato a fare ossessivamente dopo la guerra con i temi, trasformati in cliché, La Russia è colpevole o Oro di Mosca). Da parte sua, la propaganda della fazione repubblicana per riferirsi ai suoi oppositori, utilizzò l'espressione fascisti appoggiati da Germania e Italia, e cercò di evidenziare l'uso dei Mori come truppe d'assalto; ma d'altronde i loro messaggi sono sempre stati molto internazionalisti (non a caso fu scelto il nome di Brigate internazionali per quelle composte da volontari stranieri) e cercarono di utilizzare le argomentazioni pacifiste della Società delle Nazioni.
Nel contesto della guerra civile, la fazione ribelle emise ordini con un taglio ultranazionalista:
Falces, 11 agosto 1936. L'On. Signor Comandante militare della piazza. Estrapolato in Navarra 1936. Dalla Speranza al Terrore»

## Il regime franchista
(Stanley G. Payne)
La Spagna che esce dalla guerra civile è uno Stato totalitario, come l'Italia fascista o la Germania nazista, suoi alleati, anche se a differenza loro manterrà una prudente neutralità nell'immediata seconda guerra mondiale. Con grande realismo, il sogno imperialista che a un certo punto sembrava possibile fu abbandonato, almeno per presentarlo a Hitler a Hendaye (1941; gli allora giovani diplomatici José María de Areilza e Fernando María Castiella furono incaricati di plasmare le Rivendicazioni spagnole nel Nordafrica, compresa buona parte delle colonie francesi, soprattutto l'Oranesado, oltre all'irredentismo di Gibilterra se presa dall'Inghilterra). Per alcuni anni eviterà di definirsi un regno, fino a quando la Legge di successione del Capo di Stato del 1947, proclama che "la Spagna, come unità politica, è uno Stato cattolico, sociale e rappresentativo, che, secondo con la sua tradizione, si dichiara costituita nel Regno" (art. 1); e ancora più a lungo si eviterà la nomina di un successore al titolo di re, tra i possibili candidati, fino a quando nel 1968 verrà nominato Juan Carlos di Borbone, che dovette sopportare molti più piani e qualche dubbio che la decisione potesse essere ribaltata a vantaggio di Alfonso di Borbone Dampierre, sposato con la nipote del Generalissimo (lui stesso, o i suoi più stretti collaboratori, non ha mai smesso di flirtare con l'idea di entrare in contatto con la monarchia).
Il culto ossessivo della personalità del Caudillo, la reiterazione ossessiva di slogan e simboli unitari, non nascosero il fatto che nel regime non vi fu mai un'unità monolitica: Franco stesso sfruttò la rivalità delle famiglie del franchismo (militari, azzurri o falangisti, cattolici - poi trasmutato in democristiani e tecnocrati dell'Opus Dei, tradizionalisti o carlisti), tra i quali gestì la distribuzione di pacchi di potere e li utilizzò come contrappesi reciproci, risolvendo conflitti interni in modo paternalistico e salomonico, in una concezione della Spagna idealizzata come una grande famiglia, tipica della società preindustriale, di cui sarebbe il padre. Una sua frase è citata spesso come illustrazione del suo concetto di potere: fai come me, non ti immischiare nella politica. In un'altra definì il suo rapporto con i suoi ministri di sbrigativo e di presidio, è molto semplice: io comando e loro obbediscono, cosa che infatti lo allontanava dalle faccende quotidiane, che spesso rimandava, conferendogli un'aura di atemporalità e identificazione con gli interessi eterni della nazione che si adattava all'immagine di statista che si era formato (si diceva: Franco non ha un orologio, ma un calendario). Nell'analisi di uno dei suoi ministri, Gonzalo Fernández de la Mora, questo modo di intendere la politica era visto in modo straordinariamente elogiativo:
La sua visione degli spagnoli che gli si opponevano era estremamente manichea, in linea con il concetto di anti-Spagna che il pensiero reazionario spagnolo aveva definito sin dai tempi di Menéndez e Pelayo, e che aveva chiarito nella sua sceneggiatura per il film Raza. In particolare, i suoi riferimenti alla Cospirazione giudaico-massonica-comunista-internazionale che presumibilmente avrebbe causato tutti i mali della Spagna, risalente al XVI secolo, raggiunsero livelli ossessivi. Senza costituire effettivamente alcuna posizione ufficiale, la ricerca dell'identificazione della nazione spagnola con una presunta razza spagnola, simile alla razza ariana dei nazisti, raggiunse il suo estremo in alcuni personaggi come il colonnello e psichiatra Antonio Vallejo-Nájera, che condusse strane indagini durante la guerra civile spagnola in collaborazione con la Gestapo (esperimenti volti a purificare la razza spagnola eliminando il gene rosso), e la produzione di una inquietante letteratura sull'eugenetica negli anni successivi.
Tuttavia l'idea di una nazione spagnola per il regime franchista non seguì quella strada. Né dallo Stato Sindacalista Nazionale voluto dai falangisti, spostato dal centro del potere dal 1942 (allontanamento di Ramón Serrano Súñer) e condannato a bramare una rivoluzione romantica imminente. Gli anni 1940 e '50 furono quelli del trionfo del cattolicesimo nazionale (per Hugh Trevor-Roper, il franchismo può essere definito come fascismo clericale, essendo l'ultimo e il più riuscito di essi). Tutta la vita sociale, pubblica e privata, doveva essere adeguata all'ideale di una Spagna unita nella fede cristiana, identificato con il motto Per l'Impero verso Dio. L'istruzione fu particolarmente monitorata (talvolta gli estremi come quelli ridicolizzati in El florido pensil), con un'epurazione esauriente dell'insegnamento, dell'Università e delle istituzioni scientifiche e il recupero dell'educazione religiosa, sia quella impartita dalle scuole private di proprietà religiosa che quella pubblica; La religione tornò ad essere materia obbligatoria, alla quale si aggiunse quella di Formazione allo spirito nazionale.
...
Credo e desidero non avere altri [nemici] oltre a quelli che erano di Spagna, che amo fino all'ultimo momento e che ho promesso di servire fino all'ultimo respiro della mia vita che già so essere vicino.
...
Mantenere l'unità delle terre di Spagna, esaltando la ricca molteplicità delle regioni come fonte di forza nell'unità della Patria.»
(Testamento politico di Franco, 1975.)

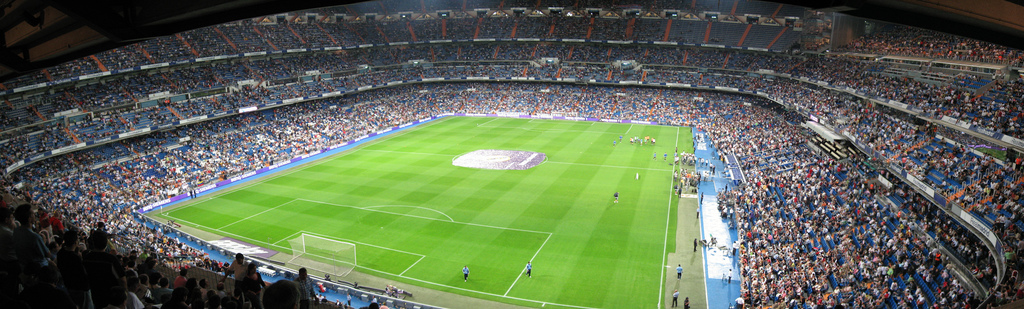
Questo stadio prende il nome da Santiago Bernabéu, presidente del Real Madrid dal 1943 al 1978. Il periodo coincide quasi con l'occupazione di capo di Stato da parte di Franco. Il club, che ha vinto le prime cinque Coppe europee (dal 1956 al 1966), è stato esibito come una delle glorie sportive che regnano in Spagna...Campione nobile e bellicoso, cavaliere d'onore, nelle parole del suo inno ufficiale. La sua identificazione con il regime e con la stessa nazione spagnola era proverbiale. Il palco del Bernabéu, frequentato spesso da Franco (oltre alle partite di calcio, almeno una volta all'anno nelle Manifestazioni Sindacali) è diventato uno spazio privilegiato per dare e cercare informazioni, fare affari, vedere ed essere visti nelle periferie del potere politico, sociale ed economico. Una funzione simile è stata svolta dalle cacce (come descritto in La escopeta nacional, di Luis García Berlanga).

L'amministrazione territoriale era fortemente centralista, con la sola eccezione di Navarra e Álava, bastioni del tradizionalismo, che mantenevano i loro privilegi provinciali, mentre Biscaglia e Gipuzkoa, le esplicitamente chiamate province infide, le persero. Tuttavia, Bilbao fu protetta come capitale economica del Bando Nazionalista dalla sua controversa presa durante la guerra civile e mantenne un mercato azionario attivo. Le istituzioni finanziarie basche (Banco de Bilbao e Banco de Vizcaya) aumentarono il loro peso nell'economia spagnola nel suo complesso, così come l'industria di base (Altos Hornos de Vizcaya), al riparo da ogni concorrenza straniera dall'autarchia. Nel corso del tempo (anni '50) il settore si diversificò con la creazione di ENSIDESA ad Avilés (Asturie). La Catalogna era tutelata anche economicamente nella scelta delle sedi industriali, secondo la logica del sistema corporativistico e del paternalismo statale. Fu invece decisamente sottoposta a una politica di castilianizzazione linguistica, nonostante alcuni intellettuali falangisti (come Dionisio Ridruejo o Carlos Sentís) volessero mantenerla nella sua diversità culturale, in polemica con altri che finirono per prevalere (Josep Montagut).
...
dobbiamo entrare in Catalogna con le bandiere spiegate nel nome della Spagna e parlando la lingua dura e chiara della Castiglia, che prima di tutte è quella della Spagna, poiché quella lingua è compresa da tutti i catalani e la amano, nonostante le amare campagne dei nemici della Spagna, dalla cui parte stanno, forse inconsciamente, alcuni connazionali che ora propugnano l'uso del catalano come procedura tattica. Ci sarà tutto il tempo per la Falange e la Spagna per dimostrare alla Catalogna che non provano odio o disprezzo per la sua lingua e per le sue peculiarità degne di essere prese in considerazione.»
L'uso del catalano era scoraggiato in tutti i settori (se sei spagnolo, parla spagnolo), anche in quelli religiosi, fatto che produceva conflitti con le autorità ecclesiastiche, altrimenti comprensive su altre questioni; e fu bandito negli ambienti ufficiali (compreso nel registro civile dei nomi). Fu prestata squisita cura nella nomina di alcuni incarichi, come il Consiglio o il Comune di Barcellona, il rettorato dell'Università e persino la direzione del quotidiano La Vanguardia (che fu ribattezzata La Vanguardia Española), nonostante fosse di proprietà privata (Contea di Godó), o il più che un club Futbol Club Barcelona. Invece, i club baschi furono esplicitamente indicati come un esempio virtuoso schierando solo i giocatori spagnoli (provenienti dalla loro località o giù di lì). Il calcio era largamente utilizzato come valvola di sfogo per le tensioni sociali e territoriali (Pane e calcio) e come veicolo per l'identificazione nazionale.
Tra la fine degli anni '60 e l'inizio degli anni '70, alla fine del regime franchista, la Spagna verticale del dopoguerra era lontana, anche per i circoli più vicini al potere.
(Abdón Mateos e Álvaro Soto)

## La transizione
L'inevitabilità della fine del regime franchista divenne evidente dall'assassinio da parte dell'ETA di Luis Carrero Blanco (1973), che Franco aveva appena nominato presidente del Governo (una nuova posizione in un sistema che fino ad allora aveva accumulato tutto il potere al vertice). I governi di Carlos Arias Navarro (ultimi di Franco e primi del re Juan Carlos) evidenziarono l'incapacità della fazione immobilista (chiamata il bunker) di mantenere intatto lo spirito del 18 luglio, diventando una forza impeditrice ma non decisiva, divisa in fazioni disunite e in contrasto tra loro, arrivando alla violenza fisica. Questo confronto si fece serio nelle vicende di Montejurra (9 maggio 1976) tra diversi rami carlisti, con l'intervento mai chiarito di elementi falangisti (allora, ugualmente o anche più divisi), agenti di polizia e neofascismo internazionale. Nelle loro manifestazioni più estremiste, questi gruppi operavano già clandestinamente o addirittura si trasformavano in gruppi terroristici (Guerrilleros de Cristo Rey, Batallón Vasco Español), che tuttavia mantenevano un legame segreto con la polizia e l'esercito (la continuazione di quel rapporto con il GAL della fase del governo socialista di Felipe González è stato più volte segnalato, anche se non chiarito). La questione della "unità della Spagna" fu una di quelle che più mobilitò o spaventò una larga parte della società che non era ristretta all'estrema destra, ma era molto più ampia: tutti coloro che confidavano che Franco lo avesse lasciato "legato e ben legato". Questa mentalità cominciò a essere chiamata franchismo sociologico: atteggiamenti conservatori, abituati da diverse generazioni all'autocensura e all'obbedienza, persino servile al potere e paura della libertà (espressione di Erich Fromm nella sua analisi del fascismo, un libro all'epoca ampiamente pubblicizzato).

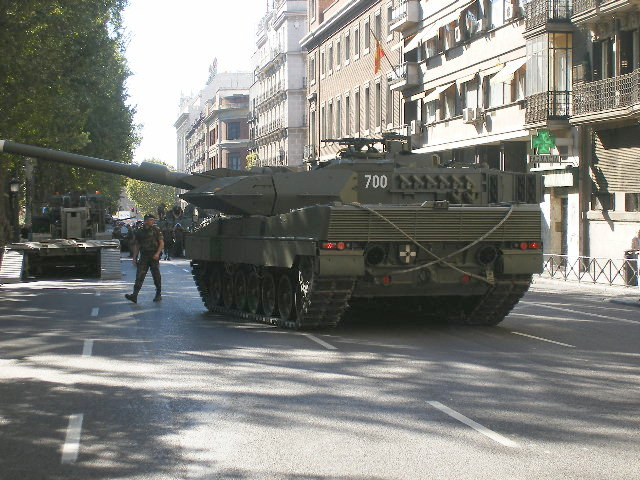
Carro armato dell'esercito che si prepara per la parata della Giornata delle Forze Armate 2006 a Madrid. Venticinque anni prima c'era la possibilità che questa immagine fosse di una vera e propria manovra, come infatti accadde il 23 febbraio 1981 nelle strade di Valencia, presa dai carri armati al comando del generale Jaime Milans del Bosch.

La mobilitazione dell'opposizione era sempre più aperta, e le più spettacolari, oltre ai conflitti sindacali generalizzati in tutto il paese, furono proprio in Catalogna e nei Paesi Baschi, che includevano sfide all'indiscutibile concetto unificante della Spagna durante il franchismo. Il più ampiamente pubblicizzato è stato un motto triadico: Libertà, Amnistia, Statuto di Autonomia. Adolfo Suárez era dal 1976 il nuovo presidente del governo, più in linea con i desideri riformisti del re. Dopo le elezioni del giugno 1977, considerò la convenienza di dare il colpo di effetto del ritorno dall'esilio di Josep Tarradellas (e il suo grido Ja soc qui in Plaza de San Jaime, il 29 settembre dello stesso anno), al quale sapientemente riconobbe la carica di President de la Generalitat (dapprima, non esplicitamente, ma attraverso la formula protocollare del trattamento di "onorevole"). Allo stesso tempo, era un punto di tensione per i militari, il cui tintinnio di sciabola minacciava permanentemente un colpo di Stato, che fu evitato, in gran parte per il modo in cui erano controllati dal vicepresidente Manuel Gutiérrez Mellado. Solo il ritorno di Santiago Carrillo (fine 1976, poco prima del referendum sulla Legge per la Riforma Politica) e la legalizzazione del Partito Comunista di Spagna (9 aprile, Sabato Santo 1977, pochi mesi prima delle elezioni di giugno) pose una sfida maggiore, comprese le dimissioni (ammiraglio Gabriel Pita da Veiga). L'esistenza del terrorismo su più fronti (GRAPO, ETA e gruppi di estrema destra) rese particolarmente delicata la situazione, che stava per diventare insostenibile nel gennaio 1977 (i cosiddetti Sette giorni di gennaio nel film di Juan Antonio Bardem), quando ci furono simultaneamente rapimenti di personalità di alto rango da parte del GRAPO e l'attacco di estrema destra contro uno studio legale del lavoro noto come la matanza de Atocha. I ripetuti attacchi da parte dell'ETA contro la polizia, i militari e i politici "spagnoli" nei Paesi Baschi, e il rogo delle bandiere spagnole in numerose manifestazioni, furono ampiamente descritti dai media di estrema destra spagnoli come una sfida inaccettabile alla natura spagnola dei Paesi Baschi ed essi chiamarono apertamente all'intervento dell'esercito (soprattutto il quotidiano El Alcázar). Le cospirazioni di alcuni elementi militari (Operazione Galaxy) furono facilmente individuate e neutralizzate prima che entrassero nella fase di esecuzione, fino al fallito colpo di Stato del 23 febbraio 1981.
Quanto ai nuovi partiti politici, la cui legalizzazione sembrava solo questione di tempo dal discorso di Arias noto come lo spirito del 12 febbraio (1974) che implicava il consenso delle associazioni politiche, si collocarono progressivamente nello spettro politico da sinistra a destra, corrispondenti a quest'ultima le più serrate difese del concetto di "unità della Spagna", che però tutte dovevano rispettare nei loro statuti come previsto dalla definitiva Legge di Riforma Politica del dicembre 1976 (accettata dalle Cortes franchiste in quello che divenne noto come il loro harakiri o suicidio politico). Coloro che mantenevano chiare rivendicazioni indipendentiste non furono legalizzati, sebbene il PNV o i partiti nazionalisti catalani (Patto Democratico per la Catalogna, guidato da Jordi Pujol i Soley, mentre la tradizionale Esquerra, che sosteneva un'altra coalizione, ottenne un solo deputato) furono legalizzati. Riuscì persino a presentarsi e ottenere un deputato Euskadiko Ezkerra, legato all'ETA politico-militare (un ramo dell'ETA che finì per reinserirsi nel sistema democratico). Presentava difficoltà anche legalizzare i partiti di sinistra, come suggerito da parte del Ministero dell'Interno (Rodolfo Martín Villa), perché questi concentravano le loro rivendicazioni programmatiche su questioni teoriche, come la messa in discussione dei valori della borghesia. Tuttavia, alcuni dei partiti di estrema sinistra non furono legalizzati fino a mesi dopo le elezioni (PTE o ORT), sebbene potessero di fatto presentarsi attraverso coalizioni ad hoc. Nonostante ciò, non ottennero la rappresentanza parlamentare. Non poterono presentarsi nemmeno coloro che scelsero di non usare eufemismi per salvare il loro orientamento repubblicano, un altro degli ostacoli legali (Sinistra Repubblicana e altri partiti storici). Significativamente, il PCE rispose a un suggerimento urgente del governo con una famosa conferenza stampa (14 aprile 1977) in cui l'uso della bandiera tricolore fu abbandonato a favore della bandiera rossa. Lo stesso PCE insisterà in seguito affinché la normativa sull'uso della bandiera riporti questo testo:
Questo quando lo stemma franchista (con l'aquila) era già stato ufficialmente sostituito da quello cosiddetto "costituzionale".
Nessun partito di estrema destra ottenne la rappresentanza parlamentare nel 1977, con la destra rappresentata da Alleanza Popolare, una coalizione di personalità franchiste con i liberali Manuel Fraga, José María de Areilza e Alfonso Osorio, e il chiaramente nostalgico Arias Navarro. L'Unione del Centro Democratico (UCD), una frettolosa coalizione di più partiti e personalità democristiane, liberali e socialdemocratiche protette dal governo di Suárez ottenne la maggioranza relativa. Contestualmente ai dibattiti costituzionali si ebbe l'apertura del "processo preautonomo", con il quale si prevedeva di generalizzare il decentramento dello Stato (si denominò caffè per tutti, espressione attribuita al ministro Manuel Clavero Arévalo), che coinvolse larga parte della classe politica, interessata ad accedere ai nuovi appezzamenti di potere territoriale che si stavano per creare in tutte le regioni. Ciò ampliò decisamente la base di appoggio del nuovo sistema tra molti ex sostenitori di Franco, abbastanza pragmatici da realizzare quello che fu chiamato il cambio di casacca. Fernando Vizcaíno Casas, un romanziere di estrema destra di successo - Nel terzo anno resuscitò (1978) - è arrivato a intitolare una delle sue opere Dalla vecchia camicia alla giacca nuova, parafrasando l'inno della Falange.
...

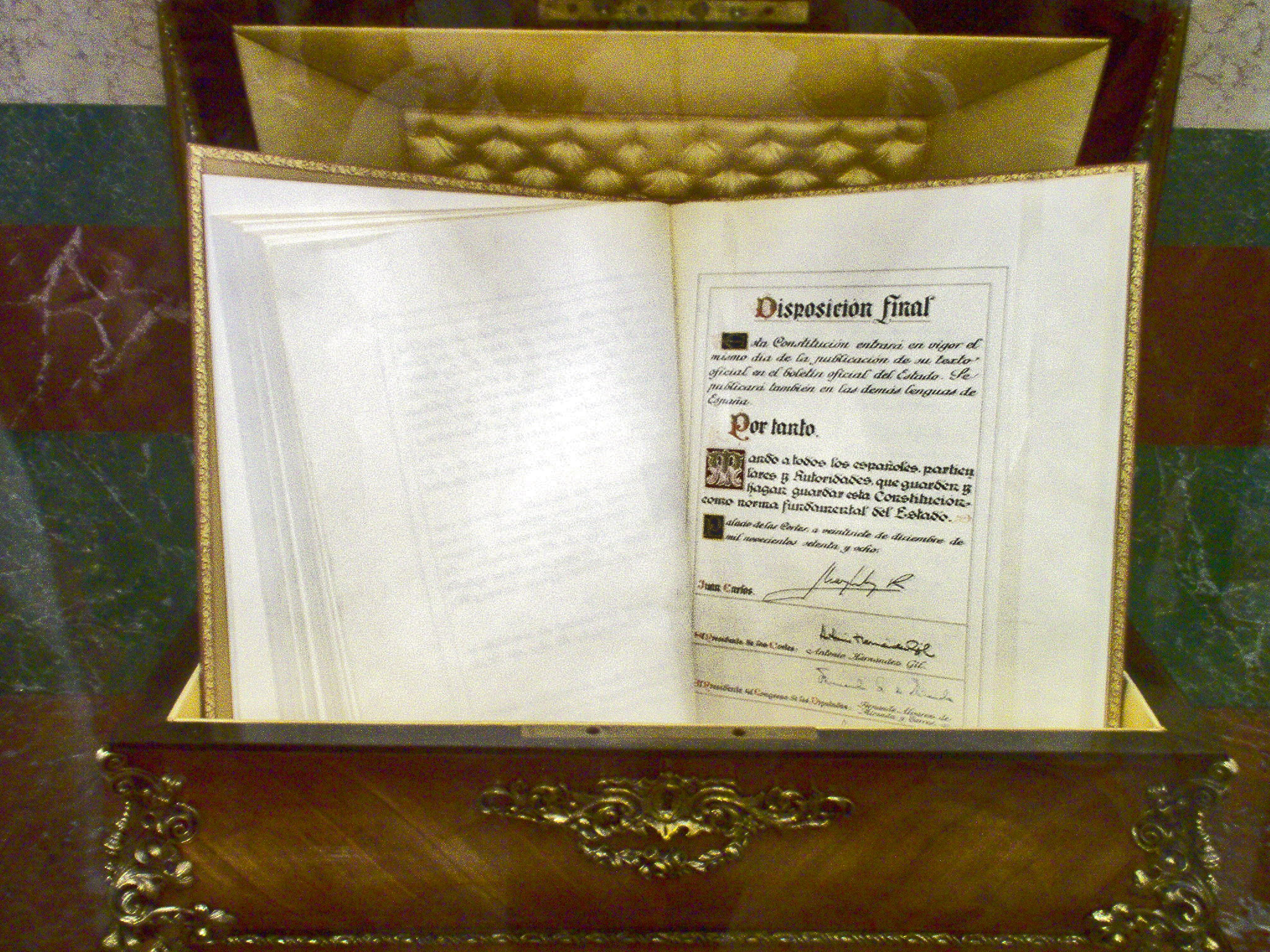
Copia della Costituzione spagnola del 1978 aperta dalla pagina in cui fu firmata il 27 dicembre dello stesso anno dal Re e dai presidenti delle Cortes, del Congresso e del Senato.

Non fu possibile raggiungere un consenso costituzionale sulla struttura territoriale della Spagna...è stato raggiunto solo con l'approvazione degli statuti catalano e basco.
...
All'epoca del 1975 la Spagna era... per la maggioranza de [gli spagnoli] Stato e Nazione allo stesso tempo, per importanti minoranze era uno Stato ma non una Nazione... Con il passare del tempo, le rivendicazioni basche e catalane hanno agito come un fattore scatenante per il sentimento regionalista nel resto della Spagna.»
(Javier Tussell)
Si è spesso sostenuto che la mancanza di definizione costituzionale, piuttosto che un difetto, fosse una virtù che consentiva, e continua a consentire, al dibattito territoriale di concentrarsi su questioni di competenza (fondamentalmente finanziarie e istituzionali), in cui la negoziazione, la transazione e, infine, la risoluzione della decisione arbitrale dei tribunali; e non negli "essenzialismi" identitari, nei quali, per propria definizione autoaffermativa ed esclusiva, non può esserci accordo.

## L'attualità
Bandiere delle comunità autonome presiedute da quella della Spagna davanti al Senato, Madrid. Il rispetto o il mancato rispetto (soprattutto nei Paesi Baschi e in Catalogna) della normativa che prevede la collocazione delle bandiere negli edifici pubblici ha dato origine alla cosiddetta "guerra delle bandiere" con interventi istituzionali di diverse aree (comunale, regionale, parlamentare e giudiziaria) che in alcune occasioni è arrivata ad avere un aspetto di strada con manifestazioni e diversi gradi di distruzione materiale e violenza.
Invece, nel 2003 in Plaza de Colón a Madrid è stato installato un gigantesco palo per una bandiera spagnola di dimensioni straordinarie, su iniziativa del sindaco José María Álvarez del Manzano e del ministro della Difesa Federico Trillo (entrambi del PP).

### Forze sociali
Terminata la transizione, le forze sociali che prima erano denominate poteri di fatto hanno cessato di gravitare in modo così evidente sulla vita politica, ma non hanno cessato di essere presenti, e la loro posizione sul problema della definizione nazionale della Spagna non cessa di essere importante:
- Le istituzioni economiche - fondamentalmente datoriale CEOE e grandi banche, che hanno subito un processo di concentrazione sotto forma di fusioni che l'hanno ridotta a due grandi banche, tra cui la privatizzazione e l'assorbimento delle istituzioni finanziarie pubbliche (brevemente riunite in Argentaria) - hanno più volte manifestato la loro posizione a favore del mantenimento dell'unità nazionale, anche di fronte alle "aggressioni" economiche estere in un contesto di espansione delle imprese spagnole divenute multinazionali internazionali di medio peso. In alcune occasioni è stato esplicitato il concetto di "campioni nazionali", ovvero mantenere le società spagnole di dimensioni tali da consentire loro di competere efficacemente e di tutelarsi da eventuali assorbimenti da parte di altre società straniere. La principale tensione si è verificata in occasione della OPA ostile di Gas Naturale sulla privatizzata Endesa, che ha dato origine al curioso motto "tedeschi prima dei catalani" (a causa della controfferta di una società tedesca, preferita da un importante settore di azionisti di Endesa; alla fine è stata una società italiana che è riuscita a "vincere" con un'offerta superiore). Il rapporto tra le associazioni dei datori di lavoro basco (Confebask) e catalano (Fomento del Trabajo Nacional), integrato nella confederazione statale spagnola, è talvolta conflittuale e mantiene chiaramente le proprie posizioni, accomodandosi ai nazionalismi periferici, ma di solito lontano da approcci sovranisti.
- L'Esercito cessò di essere considerato un elemento che interferisse nella vita politica dopo il fallito tentativo di golpe del 23-F, e la professionalizzazione contribuì con l'adesione alla NATO (nel 1981 e approvata dal popolo nel 1986 sotto il governo socialista di Felipe González), la fine del servizio militare obbligatorio (2002, sotto il governo conservatore di José María Aznar) e persino l'accesso di militari di nazionalità non spagnola (che ha raggiunto il 7% delle truppe, limitato ai soldati di origine ispanoamericana e della Guinea Equatoriale, che non sembra aver causato gravi problemi se non in alcuni casi specifici). Sebbene non sia stato espresso nuovamente in modo corporativo, ci sono sporadicamente dichiarazioni dei militari a titolo personale sulla questione della "unità della Spagna". Forse il caso più eclatante fu quello di un generale che dovette essere sanzionato per dichiarazioni contrarie alla riforma dello statuto catalano. Tuttavia, l'uso dell'esercito come strumento di politica nazionale non può essere ignorato: sia nel suo aspetto più amichevole (missioni di pace e cooperazione internazionale) sia in quello più controverso (intervento nella guerra in Iraq, nonostante la cura di non apparire come una potenza belligerante). La retorica nazionalista-militarista sta progressivamente scomparendo dal linguaggio militare, anche dai rituali, come la nuova formulazione del giuramento di fedeltà, in cui i militari si impegnano solo a difendere la Costituzione. L'intervento più retoricamente nazionalista fu senza dubbio il recupero dell'isolotto di Perejil (11 luglio 2002), che permise al ministro Federico Trillo di fare un sentito discorso: All'alba, e con tempo brutto con vento di levante di 35 nodi.... Il fatto che la Costituzione, nel suo articolo 8, affidi alle forze armate la missione di garantire la sovranità e l'indipendenza della Spagna, difendendone l'integrità territoriale e l'ordine costituzionale è spesso utilizzato, in modo controverso, come possibile giustificazione per un intervento militare.
- La Chiesa spagnola, apparsa divisa durante la transizione (pontificato di Paolo VI) tra una corrente progressista e una conservatrice, ha assistito sin dal pontificato di Giovanni Paolo II a un chiaro riorientamento in direzione conservatrice, con voci dissenzienti all'interno della conferenza episcopale qualificate come "settore moderato", in cui compaiono abitualmente i vescovi delle diocesi basco-navarrese e catalana, vicini a nazionalismi periferici. Sebbene i documenti della conferenza siano consensuali e non possano mai essere troppo espliciti, vengono forniti degli Orientamenti morali di fronte all'attuale situazione in Spagna e la unità della Spagna è stata descritta come un bene morale. Il ruolo di primo piano sociale e politico che l'emittente radiofonica di proprietà della Conferenza Episcopale (COPE) ha acquisito negli ultimi anni è stato applicato in un senso di opposizione diretta al governo socialista in tutti gli ambiti, in particolare denunciando qualsiasi questione che potesse essere interpretata nella prospettiva della "unità della Spagna". Uno dei suoi programmi è arrivato a sponsorizzare un boicottaggio dei prodotti delle aziende catalane che hanno sostenuto la riforma dello statuto di autonomia, incentrato sul cava catalano, che è diventato significativo nel Natale 2005. In quella e in molte altre occasioni la polemica sollevata ha addirittura provocato il disagio di una parte dei vescovi, che tuttavia non sono intervenuti.

### Partiti politici
Quanto ai partiti politici, la componente più radicale del nazionalismo spagnolo ha cessato di avere rappresentanza parlamentare nel 1982 (l'unico deputato era stato Blas Piñar per Fuerza Nueva) e si è suddivisa in una serie di sigle rivali, che hanno ottenuto solo qualche assessore alle elezioni comunali (le diverse denominazioni di "Falange", Democrazia Nazionale e alcune altre). Un tentativo di unificazione promosso da Ricardo Sáenz de Ynestrillas Pérez non ha avuto alcun risultato pratico. Un'altra cosa è l'importanza che la mentalità xenofoba e razzista può avere come movimento sociale. Nonostante l'aumento dell'immigrazione straniera (esplicitamente respinta da questi gruppi), finora ha prodotto solo episodi violenti, numerosi ma sporadici, con maggiore o minore copertura mediatica; e solo in un caso sono diventati una rivolta popolare (febbraio 2000 a El Ejido, Almería).
La definizione di "nazionalità storica" di alcune comunità autonome nei loro statuti, e l'estensione delle competenze e delle definizioni più ampie della loro personalità differenziata nella loro riforma, hanno dato luogo a successivi approcci conflittuali tra i partiti politici parlamentari (e all'interno di questi) sulla definizione nazionale della Spagna e di ciascuna delle nazionalità e delle regioni che la compongono (secondo la Costituzione del 1978). I momenti più acuti di questi dibattiti sono stati la presentazione del cosiddetto "Piano Ibarretxe" (approvato dal Parlamento basco e respinto dalle Corti Generali) e la riforma dello Statuto della Catalogna (approvato dal Parlamento della Catalogna, riformato e approvato dalle Corti generali e approvato con un Referendum; che è in vigore ma pendente dinanzi al Tribunale costituzionale). Altre riforme statutarie molto meno ambiziose (al momento quelle dell'Aragona, della Comunità Valenzana, dell'Andalusia, delle Isole Baleari e della Castiglia e León) hanno provocato meno tensioni, fondamentalmente perché sono stati raggiunti accordi tra i due partiti di maggioranza al Congresso dei deputati (PSOE e PP), sebbene il contenuto delle riforme, in termini di attribuzioni di competenze, sia in una certa misura simile, sebbene lontano dagli estremi concettuali dei prime due: concetti di autodeterminazione, nazione, simboli nazionali, ambiguità sul fatto che il diritto all'autogoverno si fonda sulla costituzione o su diritti storici inalienabili o su entrambi, posizionamento della definizione nazionale nel preambolo del testo per "abbassarne" l'efficacia giuridica, e così via.
Dall'analisi giornalistica viene solitamente citata l'esistenza di posizioni diverse all'interno di ciascuno dei partiti rispetto a una maggiore o minore sensibilità al tema dell'identità nazionale:
- Tra i partiti istituiti a livello nazionale:

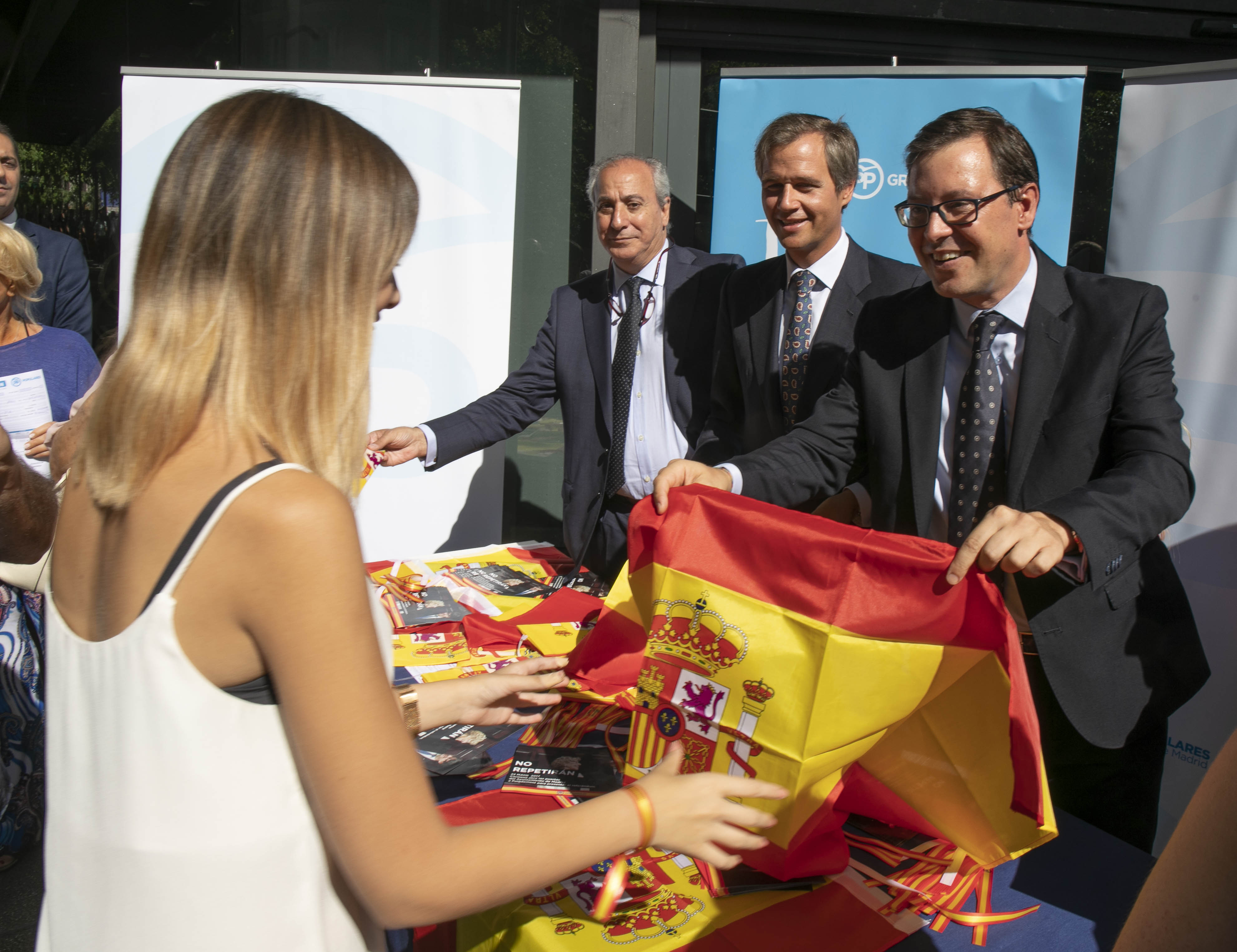
I politici del PP della Comunità di Madrid nel 2018, portando avanti la campagna "metti una bandiera sul tuo balcone".

Il PP ha poche voci di dissenso, in particolare Miguel Herrero y Rodríguez de Miñón, relatore per la costituzione quando rappresentava la defunta UCD e attualmente lontano da posizioni di rappresentanza. È stato solidale con le rivendicazioni più esigenti provenienti dalle comunità autonome, basate sui diritti storici, e ha lasciato il partito nel 2004. Anche Josep Piqué, per un tempo capo del partito in Catalogna. Tuttavia, le comunità autonome governate dal PP hanno cercato di non prendere le distanze dall'aumento di competenza raggiunto in altre.
A sua volta, il PSOE, con una struttura interna federale, in cui il Partito dei Socialisti di Catalogna ha un peso molto importante e una grande autonomia di azione, mantiene voci di dissenso in senso più "centralista" o "unitario", come José Bono, Juan Carlos Rodríguez Ibarra e Francisco Vázquez Vázquez, attualmente rimossi dagli incarichi di governo ma con grande influenza (erano chiamati "baroni" quando ricoprivano rispettivamente la presidenza di Castiglia-La Mancia e dell'Estremadura e il sindaco di La Coruña).
Sinistra Unita ha avuto i suoi principali scontri interni in occasione dell'ingresso nel governo basco a maggioranza nazionalista di Ezker Batua-Berdeak, che è la sua federazione nei Paesi Baschi guidata da Javier Madrazo e che ha partecipato alle elezioni regionali del 2007 insieme al partito Aralar, partito dell'ideologia "sinistra abertzale". Il suo rapporto con Iniziativa per la Catalogna Verdi (il suo nome catalano, in cui si trova il PSUC, di carattere marcatamente catalano e presente nel governo "tripartito" della Generalitat 2003-2010 con PSC ed ERC), non ha incontrato così tante difficoltà.

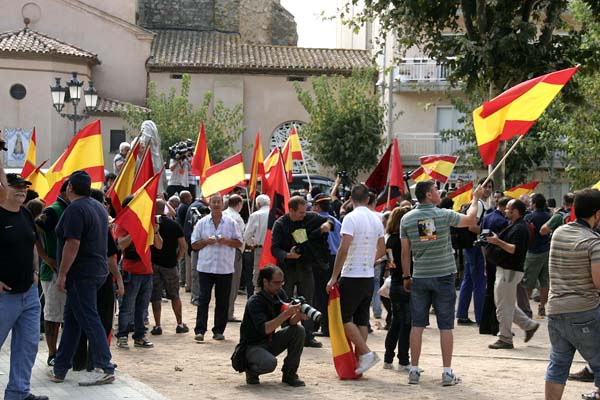
Manifestazione contro il referendum sull'indipendenza ad Arenys de Munt, 2009.

- Allo stesso modo, nemmeno i nazionalisti periferici mantengono un'unità monolitica:

Il PNV, partito che ha governato da solo o in coalizione nella Comunità Autonoma Basca dal 1979 al 2009, ha tradizionalmente difeso posizioni che oscillano, a pendolo, dalle pretese di competenza più pragmatiche a posizioni più radicali, solitamente interpretate come indipendentiste, sovraniste o controversi tentativi di superare il quadro statuario ("Plan Ibarretxe"). In Navarra, la maggior parte dei partiti "baschisti" (Aralar, EA, PNV e Batzarre) si sono raggruppati attorno a un accordo ideologico di principi nella coalizione Nafarroa Bai, riuscendo ad essere la seconda forza politica della Comunità Autonoma. La possibilità che entrasse nel governo in coalizione con il PSOE (impedita infine dall'intervento della dirigenza centrale di quel partito) è stata una questione che ha mobilitato forti reazioni nelle forze politiche di segno opposto (soprattutto UPN, il partito "navarrista" associato al PP) tra cui una grande manifestazione in difesa della "spagnolità" di Navarra e contro ogni forma di associazione con la comunità autonoma basca.
In Catalogna sono state espresse discrepanze tra diverse personalità di Convergenza e Unione: Josep Antoni Duran i Lleida, di Unione Democratica di Catalogna, ha espresso la sua opposizione a qualsiasi approssimazione alle posizioni indipendentiste dell'ERC, mentre Artur Mas, di Convergenza Democratica di Catalogna non lo esclude.
In Galizia, il partito nazionalista di maggioranza (BNG) riunisce al suo interno gruppi che sostengono l'indipendenza del Paese (Esquerda Nacionalista, Movemento pola Base e l'organizzazione giovanile Isca!), sebbene la linea ufficiale del partito (vicino all'UPG) si dichiari a favore di una soluzione federale o confederale, all'interno della Spagna. I partiti galiziani ufficialmente indipendentisti sono il Fronte Popolare Galiziano e il Nós-Unidade Popular, che non hanno rappresentanza nel parlamento galiziano.
- Una parte minoritaria della società catalana e basca si considera attaccata dal nazionalismo particolaristico nelle sue comunità autonome e non efficacemente rappresentata dai partiti di maggioranza a livello nazionale.

Dalle elezioni parlamentari in Catalogna del 2006, è emersa in quest'area una nuova associazione civica e culturale (Ciutadans de Catalunya), su iniziativa di un gruppo di intellettuali (Arcadi Espada, Xavier Pericay, Albert Boadella), da cui in seguito è emerso un nuovo partito nazionale (Ciudadanos).
Mantenendo con loro alcuni legami, pur non avendo ancora formato alcun tipo di associazione, movimenti simili erano esistiti nei Paesi Baschi, sorti inizialmente come denuncia della situazione delle vittime del terrorismo, come le piattaforme ¡Basta Ya! e il Foro Ermua. Alcuni dei suoi membri più importanti (Mikel Buesa, il filosofo Fernando Savater e l'eurodeputata Rosa Díez, che ha lasciato il PSOE) hanno fondato nel settembre 2007 un partito chiamato Unione Progresso e Democrazia. Il paragone di Savater, secondo cui non esistono nazionalismi "buoni o cattivi" (spagnolo, catalano, galiziano e basco) ma "lievi o gravi", in una concezione del nazionalismo come patologia simile alla frase attribuita a Pío Baroja: